# Csata a Dánia-szorosban
A Dánia-szorosban vívott csata egy tengeri ütközet volt a második világháború idején, 1941. május 24-én egy brit és egy német hajóraj között a Grönland és Izland közötti vizeken. A brit Prince of Wales csatahajó és a Hood csatacirkáló a két sziget közötti Dánia-szorosban próbálta meg elfogni a Rheinübung hadművelet keretében az Atlanti-óceánra kitörni és ott kereskedelmi háborút folytatni igyekvő Bismarck csatahajót és Prinz Eugen nehézcirkálót.
Alig tíz perccel az összecsapás kezdete után a Bismarck egyik lövedéke eltalálta a Hood hátsó lőszerraktárát, amitől az felrobbant és három perc alatt elsüllyedt. A legénységéből mindössze három fő maradt életben. A Prince of Wales egy ideig még folytatta a harcot, de az újonnan elkészült csatahajónak meghibásodások jelentkeztek a fő fegyverzeténél és több találatot is elszenvedett, ami után megszakította a küzdelmet és mesterséges ködfüggöny mögé rejtőzve visszavonult a harctól. A csatát ezzel a németek nyerték meg és sikerült kijutniuk az Atlanti-óceánra, azonban ez a siker rövid életűnek bizonyult. A három találatot elszenvedő Bismarck orrában lévő üzemanyagtartályai ugyanis megsérültek, ami miatt Günther Lütjens tengernagy, a német kötelék parancsnoka zászlóshajójával a hadműveletet megszakítva egy francia kikötő felkeresése mellett döntött, ahol a hajót ért károkat kijavíthatják. Emiatt egyes elemzések a csatát brit hadműveleti sikerként értékelik, mivel így a három hónaposra tervezett cirkálóutat a csatahajó már biztosan nem folytathatta volna. A Hood elvesztése után a britek több tucat hadihajót irányítottak át a Bismarck elfogására és miután torpedóbombázók bevetésével sikerült mozgásképtelenné tenniük, az üldözői három nap múlva beérhették.

## Előzmények

### ARheinübunghadművelet

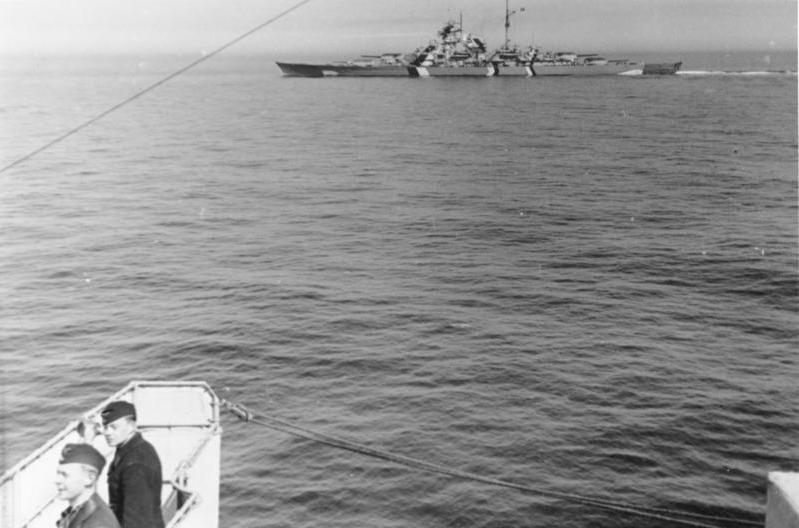
A Bismarck csatahajó a Rheinübung hadművelet kezdetén a Balti-tengeren a Prinz Eugenről fényképezve

1941 áprilisában a német haditengerészet (Kriegsmarine) az újonnan elkészült és szolgálatba állított Bismarck csatahajót atlanti-óceáni bevetésre tervezte küldeni a brit konvojok ellen. A hadművelet célja az volt, hogy tovább fokozzák a tengeralattjárók által kifejtett nyomást a brit utánpótlási útvonalakra. A Scharnhorst és Gneisenau csatahajók épp befejeztek egy hasonló küldetést (Berlin hadművelet), ami januártól márciusig tartott és jelentős sikereket hozott. A németek azonban korlátolt számú nagy hadihajóval rendelkeztek erre a célra: a Bismarck testvérhajója, a Tirpitz még nem volt bevethető állapotban, a Scharnhorst hajtóművei hosszas javításokat igényeltek, míg a Gneisenaut torpedó- és bombatalálatok érték Brestben, ami miatt szintén hónapokig kiesett a szolgálatból. Az Admiral Hipper és Admiral Scheer nehézcirkálók is atlanti portyázásaik után igényeltek átfogó karbantartást, amik befejezését a kieli raktárak elleni brit légitámadások késleltették. Günther Lütjens tengernagy, a német flottaparancsnok, aki a Berlin hadműveletet vezette és akit a Rheinübung vezetésével is megbíztak, igyekezett elérni a hadművelet elhalasztását addig, míg a Scharnhorstot kijavítják vagy a Tirpitz a Bismarckkal tarthat, a haditengerészet főparancsnoksága azonban a lehető legkorábbi időpontban való megindításra adott neki utasítást, hogy Nagy-Britannia utánpótlási vonalaira nagyobb nyomást fejthessenek ki. Emiatt a Bismarck támogatására egyedül csak a Prinz Eugen nehézcirkáló állt rendelkezésre. A Kriegsmarine vezetése abban bízott, hogy Lütjens a Norvég-tengerről a Dánia-szoroson át az Atlanti-óceánra észrevétlenül kijutva kezdhet kereskedelmi háborúba. Azonban mind semleges, mind megszállt területekről észlelték a nagy német hadihajókat a Rheinübung hadművelethez felvonulóban egészen onnan, hogy elhagyták a német felségvizeket.

### Brit ellenlépések

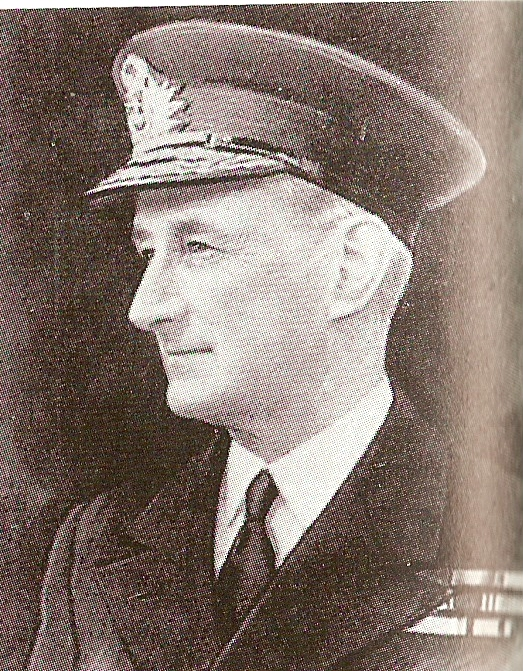
Lancelot Holland altengernagy

A Brit Királyi Haditengerészet (Royal Navy) azután szerzett tudomást a Bismarck részvételével megindított hadműveletről, hogy a svéd Gotland cirkáló a Balti-tengerről induló német köteléket a Kattegatban észlelve jelentette a svéd főparancsnokságnak és svéd kormányzati köröktől kiszivárogtatták ezt az információt a stockholmi brit haditengerészeti attasénak, aki pedig értesítette erről a londoni admiralitást. Ezután egy célzottan kiküldött brit felderítő repülőgép megerősítette a német kötelék jelenlétét a norvég vizeken, Bergen közelében. Felismerve, hogy nagy német hadihajók futottak ki azzal a nyilvánvaló szándékkal, hogy áttörjenek az Atlanti-óceánra, a britek megerősítették a szóba jöhető áttörési útvonalak járőreit. A Grönland és Izland közötti Dánia-szoros megfigyelésével Wake-Walker ellentengernagy vezette 1. cirkálóraj két egységét, a Suffolk (zászlóshajó) és a Norfolk nehézcirkálókat bízták meg, míg az Izland és Feröer közötti területet három könnyűcirkáló tartotta szemmel. Május 22-én hajnalban Tovey tengernagy a csatacirkálóraj parancsnokát, egyben a Home Fleet rangban őutána következő parancsnokát, Lancelot Holland altengernagyot küldte ki a Hood csatacirkálóval és a Prince of Wales csatahajóval valamint hat kísérő rombolóval (Achates, Antelope, Anthony, Echo, Electra, Icarus) az Izlandtól délre lévő vizekre, hogy bármelyik irányt is válasszák a németek, ő rövid úton eléjük tudjon vágni és fel tudja tartóztatni őket.

### A német hajóraj észlelése a Dánia-szorosban

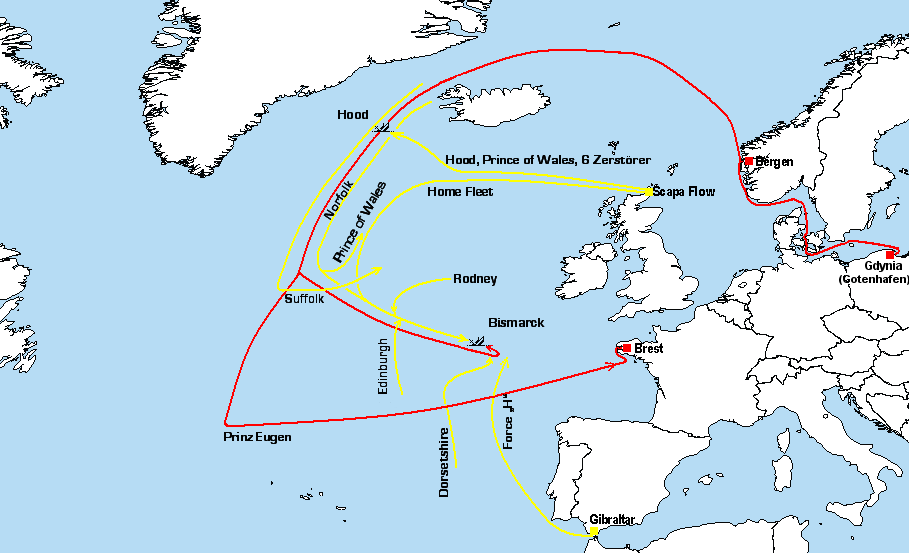
A hadműveletben részt vevő hajók és kötelékek útvonala (anakronisztikus európai határokkal)

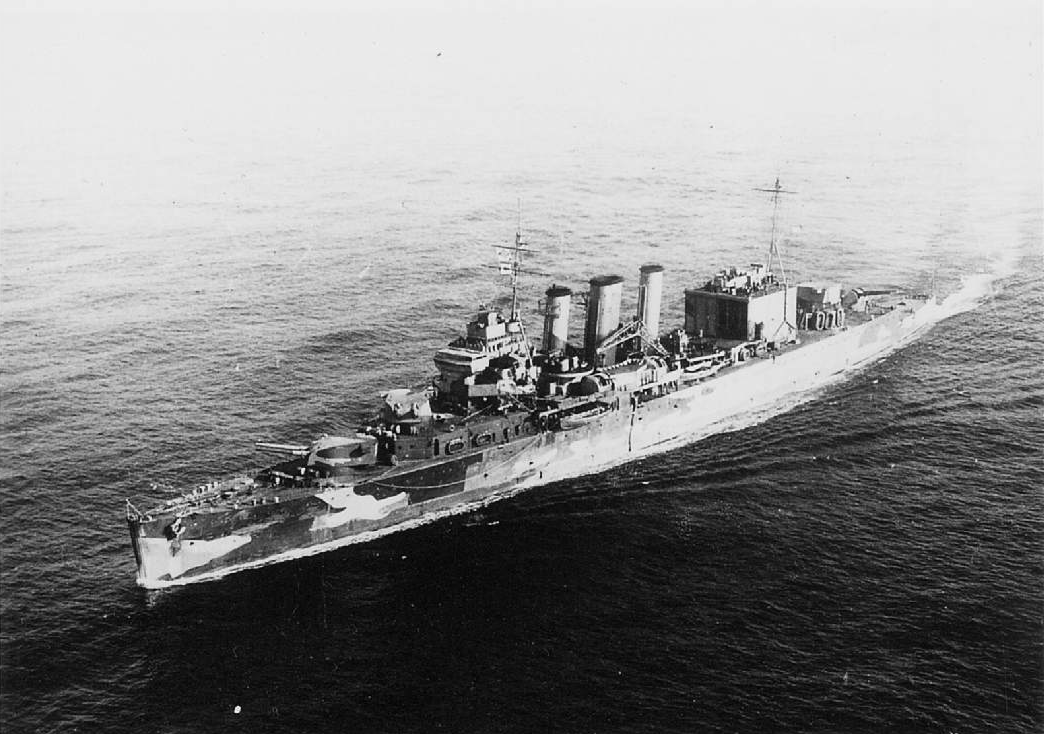
A Suffolk nehézcirkáló, Wake-Walker ellentengernagy zászlóshajója 1941 májusában

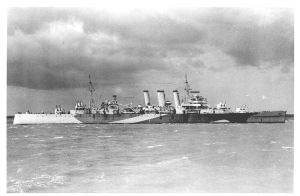
A Norfolk nehézcirkáló

Május 23-án este 19:22-kor a Suffolk észlelte a német köteléket és hamarosan a Norfolk is csatlakozott hozzá a német raj szemmel tartásában. 20:30-kor a Norfolk egy esőfüggönyből kikerülve hirtelen maga előtt találta a német hajókat 7 tmf (13 km) távolságra és a Bismarck tüzet nyitott rá a viszonylag kis távolságból. A Norfolk azonnal visszakanyarodott a biztonságot jelentő esőfüggönybe, miközben a csatahajó öt sortüzet adott le rá, melyek veszélyesen közel csapódtak a vízbe a cirkáló körül, de egyik lövedék sem találta azt el. A nehézlövegek lökéshulláma megrongálta a Bismarck két elől lévő FuMO 23 típusú radarját, így csak a hátsó felépítményen elhelyezett harmadik maradt működőképes. Mivel a sérült radarokat nem lehetett hamar megjavítani és ezt a beálló sötétség is nehezítette volna, Lütjens az éjszaka a Prinz Eugent a Bismarck elé rendelte, hogy annak az ép FuMO 27 radarjával pásztázhassák a területet a haladási irányukban, a Bismarck pedig a használható FuMO 23-asával a mögöttük lévő területet tarthatta szemmel.
A Suffolk a németek mögött jobbra, a Norfolk mögöttük balra helyezkedett. A két brit nehézcirkáló radarfelszereltsége eltérő volt. A Suffolk a legújabb fejlesztésű Type 284 jelzésű készülékkel volt ellátva, melynek forgatható volt az antennája és csak a tat irányába volt egy kisebb holttere. A hatótávolsága 13 tmf (24 km) volt. Ennek köszönhetően a Suffolk biztos távolságot tarthatott a németektől. A németektől keletre haladó Norfolk egy régebbi, Type 286M jelzésű radarral rendelkezett, melynek rögzített volt az antennája és emiatt csak előrefele tudott pásztázni, emellett a hatótávolsága is kisebb volt. A Norfolknak ezért a Suffolk radarjainak adataira is szüksége volt ahhoz, hogy tartani tudja a kapcsolatot a németekkel.

### Holland tengernagy taktikai megfontolásai
23:52-kor egy hóvihar tört ki, amit a műszerek zajként érzékeltek és ami fals visszhangokat keltett a Suffolk radarképernyőjén. A vizuális észlelést az arktiszi éjszakák során előforduló furcsa optikai hatások nehezítették. A brit cirkálók parancsnokai attól tartottak, hogy a német hajók váratlanul visszafordulva meglephetik őket, ezért mikor a Suffolk árbóctornyának tetején az egyik őrszem egy nagy, feléjük közeledő árnyat vélt észlelni déli irányból, a nehézcirkáló azonnal hátraarcot hajtott végre és igyekezett eltávolodni a fenyegetéstől. Miután rájöttek, hogy a riasztás téves volt, visszatértek az eredeti útirányukra, de eddigre már olyannyira lemaradtak, hogy csak három óra múlva (május 24-én 02:47-kor) tudták ismét helyreállítani a radarkapcsolatot a német hajókkal. A Norfolk sem tudta tartani az összeköttetést eközben a németekkel, így a britek ez alatt a három óra alatt nem voltak tisztában azok pontos helyzetével.

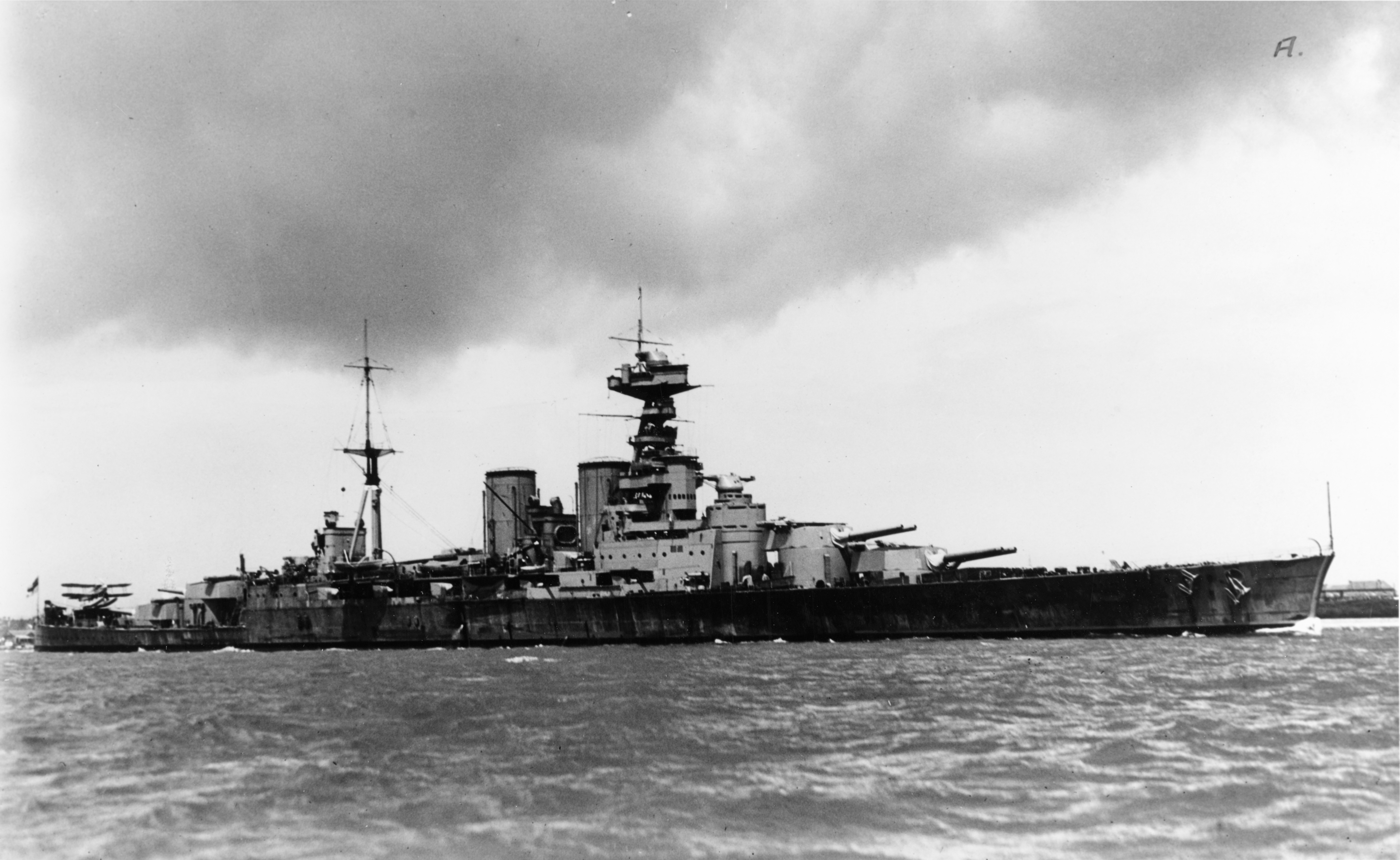
A Hood a modernizálása után

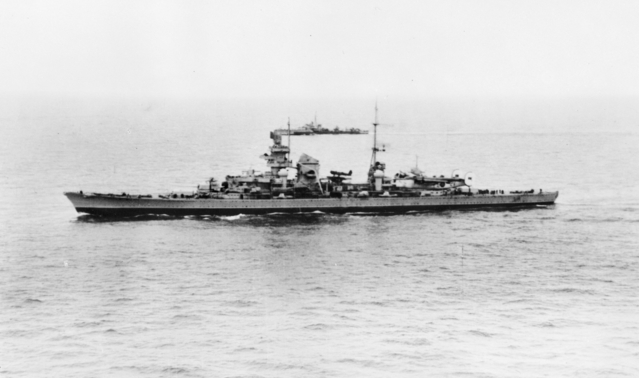
A Prinz Eugen nehézcirkáló 1945 májusában

A Bismarck és a Prinz Eugen ez idő alatt, 02:03-ra hajtotta végre a Lütjens által elrendelt helycserét, ezért a brit cirkálók nem szereztek tudomást erről és ezt így Holland tengernagy felé sem kommunikálhatták. Ez keresztülhúzta Holland számításait, aki azt remélte, hogy hajnali 02:00 körül találkozhat a német rajjal, közvetlen az 1:51-kor beálló naplemente után. A Bismarck és a Prinz Eugen sziluettjét így még kiemelné az alkonypír, míg a Hood és a Prince of Wales gyorsan megközelíthette őket a sötétség leple alatt keleti irányból, így a Hood is kellően közel kerülhetett volna a Bismarckhoz, hogy a fedélzeti páncélzata ne legyen már kitéve a meredeken leérkező nehézgránátjainak. Ez biztosította volna a britek számára a meglepetés előnyét.
A két brit kapitális hadihajó 295° irányt tartva, 27 csomós sebességgel közeledett a német hajóraj útirányát keresztezve. A kíséretükhöz tartozó hat romboló csak nagy nehezen tudta tartani velük a lépést. Holland tengernagy, miután nem kapott pontosabb információkat a németek helyzetéről a Suffolktól, arra a következtetésre jutott, hogy a németek visszafordultak és ezért 00:08-kor mind a nyolc hajójával 340°-os (észak-északkeleti) irányt vett fel és a sebességét 25 csomóra mérsékelte. 00:30-kor üzenetet küldött a Prince of Wales-nek, hogy amennyiben 02:10 előtt nem sikerül ismét észlelni a németeket, akkor délnek fognak fordulni, míg a nehézcirkálók a németekre nem akadnak és ekkor a csatacirkálóval és a csatahajóval a Bismarckot, a Norfolkkal és a Suffolkkal pedig a Prinz Eugent fogja megtámadni. Ezt a döntését előzőleg Tovey tengernagy is jóváhagyta. Azonban ezt a tervet nem osztották meg a két nehézcirkálóval, mivel a meglepetés érdekében Holland szigorú rádiócsendet tartott. Ez a szándéka nem is jutott el Wake-Walker tengernagyhoz semmilyen más csatornán sem.
Mielőtt a brit nehézcirkálók a kapcsolatot újra helyreállították, a két ellenséges hajóraj kevéssel elkerülte egymást. 01:41-kor a német hajók a grönlandi jégtábla peremét követve kissé nyugatnak kanyarodtak. Amennyiben ezt nem tették volna, úgy Holland két hajója jóval előbb találkozott volna velük, mint ahogy történt. A rombolóknak ugyanis előzőleg meghagyta Holland, hogy északi irányban keresődjenek tovább, egymástól 15 tmf távolságot tartva. A rombolók mindössze 10 mérföldre voltak a németektől délkeleti irányban, mikor ezt az iránymódosítást végrehajtották. Ha a látótávolság nem korlátozódott volna mindössze 3-5 mérföldre, úgy valószínűleg a német hajókat előbb észrevették volna. Tiszta időben az őrszemek nagy objektumokat 12 mérföld (19 km) távolságra is észlelni tudtak, az árbóckosárból pedig ennél még jóval nagyobb távolságból is.
A 02:03-ra végrehajtott helycserét követően a két német hajó továbbra is 170°-os irányt tartott. Ezzel nagyjából egyidőben Holland tengernagy végrehajtotta a Leach sorhajókapitánynak előzőleg jelzett délnek kanyarodást és a két nagy hajóját 200°-os (dél-délnyugat) irányra állította, továbbra is tartva a 25 csomót. Ezzel a két ellenséges hajóraj csaknem párhuzamosan haladt egymással.

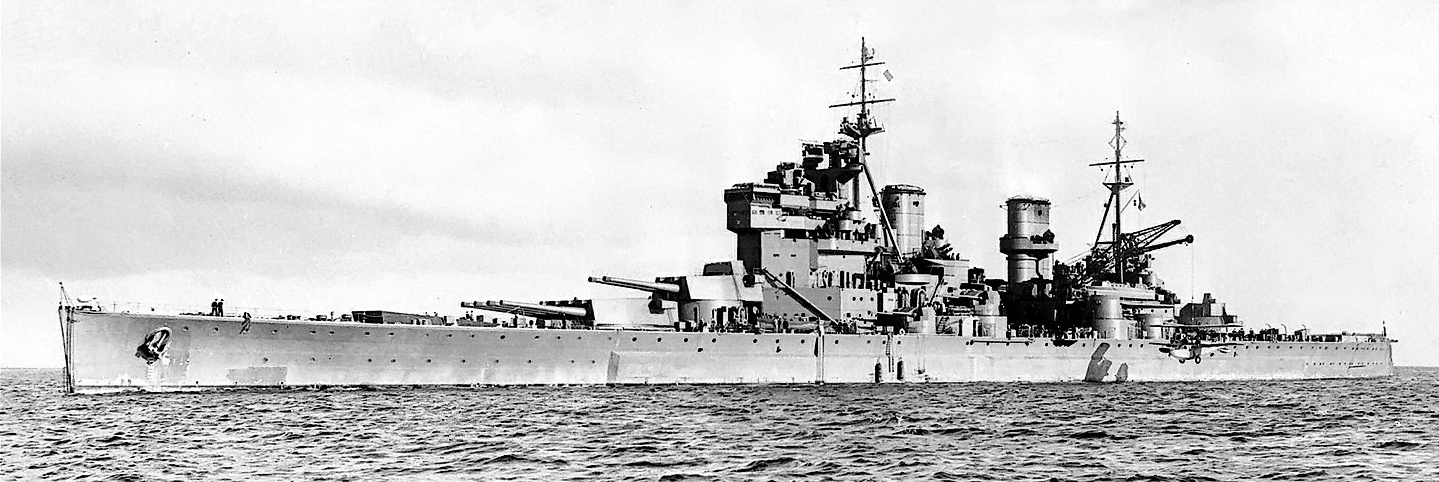
A Prince of Wales brit csatahajó röviddel szolgálatba állítása után

A Prince of Wales a 284-es típusú radarját üzemelte be, miután Holland nem engedélyezte Leach-nek a 281-es használatát, nehogy az a Hood 284-esét zavarja. A Suffolk csak 02:47-kor észlelte ismét a német hadihajókat a radarján és közölte azok pontos helyzetét, haladási irányát és sebességét (220°, 28 csomó). Holland így megállapíthatta, hogy a németek 35 tmf (65 km) távolságra vannak tőle északnyugati irányban. Holland csak 03:40-kor állt 240°-os irányra, és ezután is egészen 03:53-ig várt a sebességének 28 csomóra való fokozására. Ezekre az intézkedésekre szüksége volt ahhoz, hogy ne nőjön a távolsága a németektől.
A Suffolk 03:19-kor küldött jelentése nagyban segítette Hollandot a helyzet felmérésében. Ebben a Suffolk azt közölte, hogy a német csatahajó 188°-ra helyezkedik tőle 24 000 yd (22 km) távolságra, a német nehézcirkáló pedig 185°-ra 22 500 yardra (20,5 km) távolságra. Ebből egyértelműen úgy tűnt, hogy a Bismarck halad elől és a Prinz Eugen mögötte 1400 méterrel, de valójában a két német hajó ekkorra már bő egy órája helyet cserélt. Lütjens és Holland hajórajának útvonala keresztezte egymást, de a brit hajók elveszítették a kezdeti előnyüket. A németek menetirányát keresztezve és eléjük kerülve ideális pozícióba kerülhettek volna.
04:30-kor a látótávolság 12 tmf (22 km) volt. A Prince of Wales fedélzetén előkészítettek egy Walrus hidroplánt, hogy tüzérségi megfigyelőként vessék be, de az üzemanyagában talált víz miatt a felküldését elhalasztották. 04:50-kor a csatahajó a brit formáció élére került, a Hood mellett annak jobb oldalán elhaladva és 05:05-ig az élen haladt, mikor a csatacirkáló visszavette a vezető pozíciót. Holland tengernagy közben elrendelte a felkészülést a közelgő összecsapáshoz és 05:10-kor riadót rendeltek el a két brit hajón.
05:21-kor a németek 170°-ra álltak 27 csomóval, majd 05:32-kor 220°-ra módosították az irányt. A Prinz Eugent a Bismarck 2500 méterre lemaradva követte.

### A kölcsönös észlelés

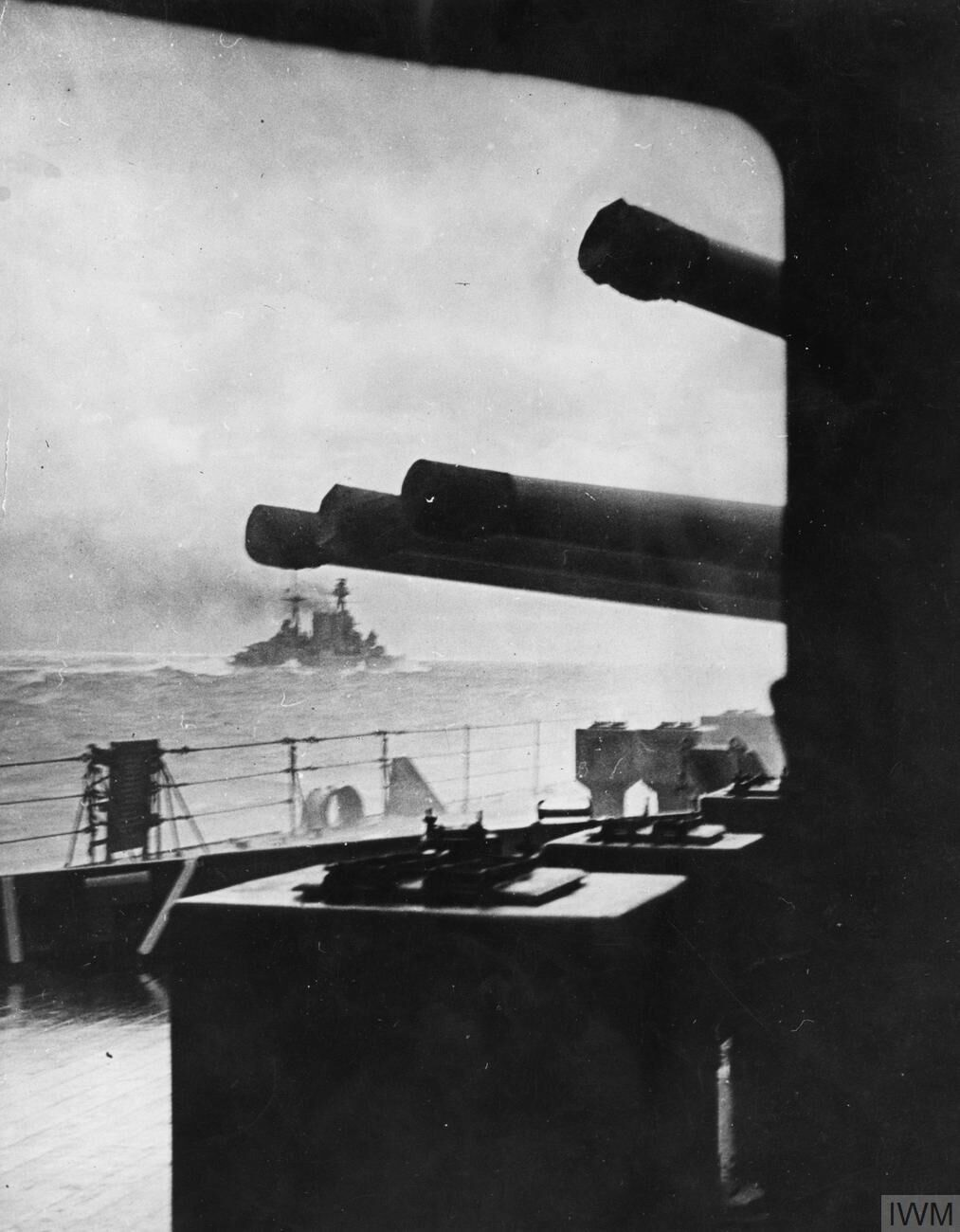
Az utolsó fénykép a Hoodról, mint harcoló egységről – az előtérben a Prince of Wales 'A' jelű lövegtornyának négy ágyúja.

05:30 körül a Prinz Eugen hidrofonjai két hajó hajócsavarjainak zaját észlelték a bal oldalon nagy távolságban. Ekkor a német radarok nem érzékelték még őket, még akkor sem, mikor az ellenséges hajók már láthatók voltak. Vizuálisan először a britek észlelték a németeket: 05:35-kor a Prince of Wales őrszemei füstöt észleltek a láthatáron és 05:37-kor 38 000 yardra (35 km) téve a távolságot jelentették az ellenséget rádión:
„Sürgős üzenet az admiralitásnak és a Honi Flotta parancsnokának. Egy csatahajó és egy nehézcirkáló [észlelve] 335°-ra, 17 tmf távolságra. Helyzetem 63-20 Észak, 31-50 Nyugat. Haladási irányom 240. Sebességem 28 csomó.”
Az üzenetet a németek is fogták és ezzel egyidőben (05:37) észlelték az első brit hajót, melyet a Prinz Eugenről könnyűcirkálónak véltek és a távolságát 19 tengeri mérföldben (35 km) állapították meg. 05:43-kor bukkant fel a másik hidrofonok által észlelt hajó, melynek távolságát 17 tmf-ben (31,5 km) állapították meg. 05:47-kor riadót rendeltek el a német hajókon. A Bismarckon először nehézcirkálóknak vélték a jövevényeket. Az azonosításuk azért is nagy jelentőséggel bírt, mert előre meg kellett határozni, milyen típusú lőszereket készítsenek elő. A Prinz Eugen tüzértisztje, Paulus Jasper sorhajóhadnagy nagy robbanóerejű gránátok előkészítését rendelte el, ami szerencsés választásnak bizonyult, mivel a 203 mm-es páncéltörő lövedékek nem tudták volna átütni a kapitális brit hadihajók páncélzatát, de így legalább becsapódáskor nagy rombolást végezhettek a nagyobb robbanótöltettel.
Ekkor Holland számára még nyitva volt a lehetőség arra, hogy a Suffolkhoz csatlakozva kövesse a Bismarckot és bevárja Tovey-t a King George V csatahajóval és a többi vele tartó hadihajóval, és csak ezután kerüljön sor a támadásra. Ő ehelyett az azonnali támadás mellett döntött az üzenetének leadásakor (05:37). A két brit kapitális hadihajó 40°-kal jobbra kanyarodott és 280°-ra állt, tartva a 28 csomós sebességet.
Az előzőleg északi irányba küldött rombolók már nem vehettek részt az összecsapásban, a Norfolk és Suffolk nehézcirkálók pedig túlságosan le voltak maradva a németektől ahhoz, hogy a kezdetétől részt vehessenek a csatában. 05:41-kor a Norfolk a távolságot csökkentve vizuálisan észlelte az ellenséget 15 tmf (28 km) távolságból és erről jelentést tett. A Hood a saját észlelési jelentését 05:43-kor sugározta.
Holland tengernagy 05:49-kor egy újabb 20°-os jobb oldalra való kanyarodást rendelt el a hajóinak, hogy a meredek szögben beérkező lövedékekkel szemben védje a csatacirkáló fedélzetét és ezzel már 300°-ot tartva haladt. Az ebben a szögben való közeledéssel a Hood még épp bevethette volna a két hátulsó lövegtornyának lövegeit is és ezzel teljes sortüzeket lőhetett, miközben minimálisra csökkentette azt az időt, míg ki volt téve a gyengén védett fedélzete a Bismarck nagy távolságokból kilőtt és meredeken leérkező lövedékeinek. Azonban a várakozásaival szemben úgy alakult, hogy az ebben a szögben való megközelítéssel a hátsó tornyokat nem vethette be.
05:50-kor a Prinz Eugen fedélzetén úgy számították, hogy az újonnan felbukkant ellenséges hajók 30 km-re vannak tőlük, míg a Norfolk 26 km-re és a Suffolk 30 km-re. Valójában a Hood és a Prince of Wales ekkor már csak 25 km-re volt.
A brit tervekkel, amit pár órával korábban Holland is közölt a Prince of Wales-szel és amit „vélhetőleg” Tovey is parancsba adott neki, ellentétben nem sikerült koncentrált támadást indítani a németek ellen a két nehézcirkáló bevonásával, melynek során a két kapitális hadihajó teljes sortüzeket lőhetett volna a Bismarckra, a két cirkáló pedig a Prinz Eugent vette volna célba. Ehelyett úgy alakult, hogy a németek lettek azok, akik teljes sortüzeket lőhettek a britekre, míg azok hátsó lövegtornyai a csata kezdetén nem vehettek részt.
Egyedül a meglepetés volt az, ami sikerült, mivel a németek nem voltak felkészülve a két nagy hadihajó gyors közeledésére. A Hoodon nem vették észre, hogy a németeknél nem a Bismarck, hanem a Prinz Eugen halad az élen. Ez azért nem tűnhetett fel nekik, mert a két német hajó sziluettje nagy mértékben egyezett és Holland 05:49-kor a Prince of Wales-nek a ”G.S.B. 337 L1” jelzést küldte, ami annyit jelentett, hogy a német formáció bal oldalán, 337°-ra lévő első hajót kellett célba venniük, ez pedig a Prinz Eugen volt. A Prince of Wales első tüzértisztje, a Hoodról újonnan érkezett Colin W. McMullen korvettkapitány (lieutenant-commander) azonban felismerte a Bismarckot és ezért a sorban másodikként haladóra irányozta az ágyúit. A Hoodon is észrevették az azonosítási hibát közvetlenül tűzmegnyitás előtt és Holland altengernagy a jelentések szerint elrendelte a célpontváltást (“G.I.C. és G.O.B. 1”  jelzésekkel). Függetlenül attól, hogy ez megfelelt-e a valóságnak, a Hood mégis a Prinz Eugent vette célba és az összecsapás végéig a nehézcirkálót lőtte. A Hood túlélői úgy nyilatkoztak, hogy a hajójuk legalább két sortüzet kilőtt már a Prinz Eugenre mielőtt a célváltoztatásra kiadták a parancsot, míg Leach kapitány, a Prince of Wales parancsnoka szerint ezt még a tűzharc kezdete előtt megtették.

### A brit hadihajók hiányosságai

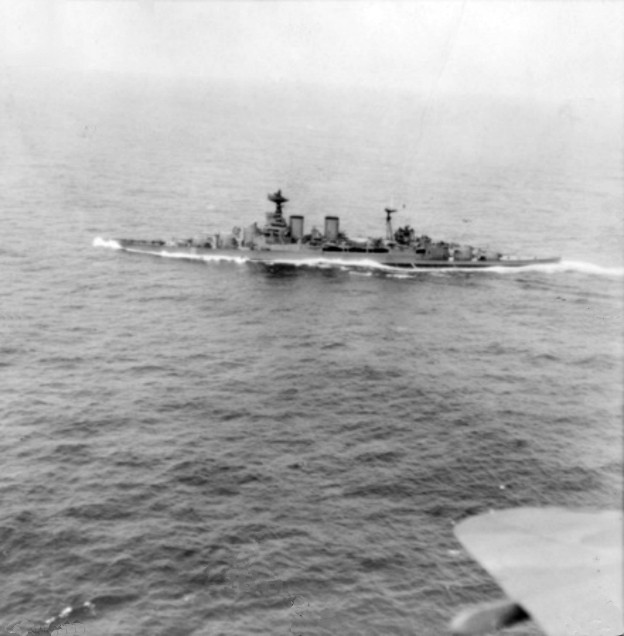
A Hood a csata reggelén egy Lockheed Hudsonról fényképezve

A Prince of Wales egy újonnan átadott King George V-osztályú csatahajó volt, méreteiben és fegyverzetében nagyjából azonos erőt képviselve, mint a Bismarck. A csatahajó azonban nem volt még kellőképpen bejáratva és a legénysége sem volt teljesen kiképezve. Még mindig jelentkeztek nála mechanikai problémák, főként a fő fegyverzeténél. Hajógyári munkásokkal a fedélzetén futott ki, akik még mindig ügyködtek a hibák elhárításán. A németek a vele való találkozáskor a King George V-ként azonosították, mivel úgy hitték, a Prince of Wales még nincs bevethető állapotban.
A Hood csatacirkálót 1920-ban adták át és 20 éven át a legnagyobb hadihajónak számított a világon. A nyolc darab 380 mm-es lövegével és minden csatahajónál nagyobb végsebességével a Hood a brit haditengerészet büszkesége és a világtengerek feletti dominanciájának megtestesítője volt. Ennek ellenére a Hoodnak volt egy jelentős hátránya a vele együtt szolgáló csatahajókkal szemben. Csatacirkálóként jóval nagyobb szerepet kapott a nagy sebesség és az ennek eléréséhez szükséges hajtóművek elhelyezése a hajótestben, mint a védelmet nyújtó páncélzat vastagsága. Ez az Admiral-osztályú egységként való megtervezéséből eredt, mivel ezen hajókat az első világháború vége felé a német Mackensen-osztály jelentette fenyegetésre szánták.
Míg a Hood 305 mm vastagságú övpáncélzatát elegendőnek ítélték a legtöbb kapitális hadihajó fegyverzete ellen, melyekkel szembe kerülhetett, addig a mindössze 76 mm vastag fedélzeti páncélzata révén sérülékenynek számított a nagy távolságból kilőtt és meredek szögben beérkező lövedékekkel szemben. A megtervezésének idején a hadihajók tüzérsége még nagyon pontatlannak számított nagy távolságokból, így a Hood gyorsasága és manőverezhetősége ezt a hátrányt elfogadható módon ellensúlyozta. Azonban ahogy a tüzérség pontossága növekedett a két világháború között, úgy felmerült az igény arra, hogy a Hood páncélvédettségét fokozzák. A fedélzet páncélzatának 76 mm-ről 152 mm-re való növelését 1939-ben tervezték kivitelezni, de a második világháború kitörése miatt erre már nem került sor és az ismert védettségbeli hátrányával kellett hadba vonulnia a tengelyhatalmak új csatahajói ellen.
Ismerve a Hood páncélzatának gyengeségeit, a csata színhelyétől délkeletre lévő John Tovey tengernagy, a brit Honi Flotta (Home Fleet) főparancsnoka fontolóra vette, hogy Holland altengernagynak utasítást ad a formációban a Prince of Wales élre helyezésére, mivel ebben az elrendezésben a hajók közül a jobb védelemmel ellátott új csatahajó vonná magára a Bismarck nehéz lövegeinek tüzét. Tovey azonban végül nem küldte el ezt a parancsot, amit később a következő szavakkal magyarázott: „Nem éreztem úgy, hogy egy ilyen beavatkozás egy ilyen magas rangú tiszt esetében megalapozott lenne.”
A német hadihajók hasonlóan a Prince of Wales-hez újonnan átadott egységek voltak, azonban mindkettő teljesen bejáratott volt. Egyedül a Bismarck légvédelme nem esett át a teljes kiképzésen, aminek sokszor betudták az elvesztését is.
A brit hajók hiányosságai részben a tűzvezetésükkel volt kapcsolatosak. A világháború elején a német és a brit csatahajók tűzvezetése is az optikai távmérőkön alapult. Ezen a téren a Hood egyértelműen hátrányban volt a Bismarck-kal szemben, mivel a távmérőinek a bázistávoisága (9 méter) kisebb volt, mint a német hajó esetében (10,5 méter). Egy távmérő pontosságát igen jelentős mértékben korlátozta a bázistávolsága.
Egy további különbséget a távmérők technológiája jelentette. A német hajók sztereó, míg a brit hajók koincidenciális távmérőkkel rendelkeztek. A kettő közül a sztereo távmérők előbb találják meg a pontos távolságot. A brit távmérők viszont, ha egyszer már megtalálták a pontos távolságot, akkor elvileg nagyon pontosak voltak.
A tűzvezetéssel kapcsolatban a német taktika is jobb volt.A németek egy összecsapás kezdetén részleges sortüzeket lőttek, hogy a sortüzek gyors  egymás utánban való lövésével előbb megtalálják a lőtávolságot.

## A csata

### Taktikai felállás

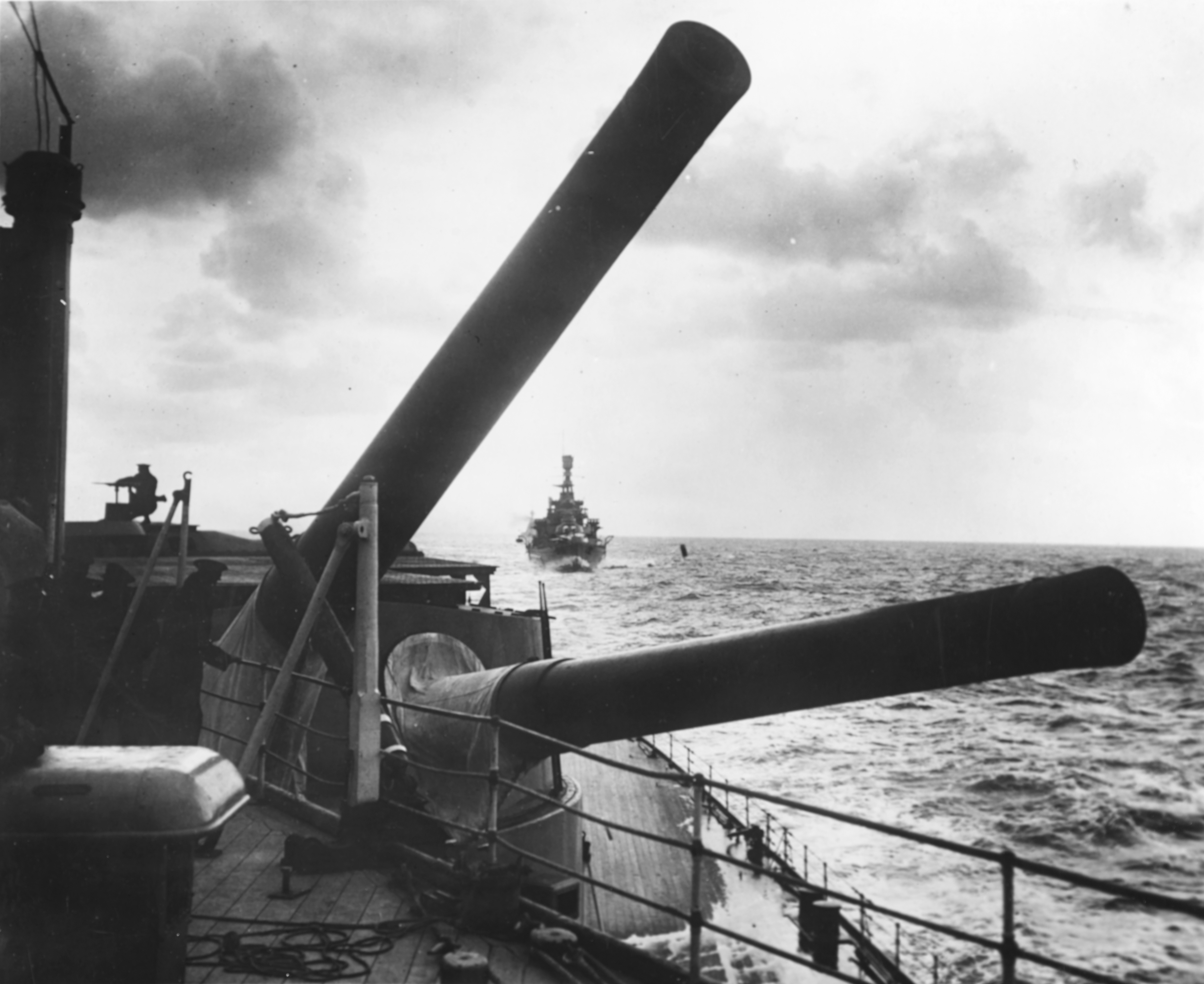
A Hood X jelű hátsó lövegtornya teljesen balra fordítva – ilyen helyzetben bár elméletileg elsüthette volna ezeket az ágyúkat, a gyakorlatban – mint ahogy a Dánia-szorosban – ezt nem tette meg, mivel a lökéshullám súlyos károkat okozhatott a felépítményben

Az összecsapás során a német hajók voltak a szélvédett oldalon, ami azt jelentette, hogy a brit hajók a széllel szemben haladtak és emiatt az a vízpermetet a brit hajók "B" jelű lövegtornyainak 30 láb bázistávolságú távmérőinek és a Prince of Wales "A" lövegtornyának 42 láb bázistávolságú távmérőjének lencséire fújta. Ezek helyett az irányítótornyok mindössze 15 láb bázistávolságú távmérőit kellett használniuk. A németek számára a szél és a vízpermet nem okozott ekkora problémát, már csak azért sem, mert a fő távmérőik magasan, a toronyárbócaik csúcsán kaptak helyet. Holland a Prince of Wales-t szorosan a Hood mellett tartotta és a manővereit a Hoodéhoz igazította. Másik lehetősége lett volna, hogy szabad kezet ad neki a manőverezéshez és a sebesség megválasztásához. Hollandot a döntése miatt sokat kritizálták, mivel a hajói együtt tartásáva a németek könnyebben meg tudták állapítani a távolságot és hamar be tudták lőni maguknak mindkét brit hajót. Holland tüzéreit segítette volna, ha mindkét hajója az eredeti szándék szerint a Bismarckot veszi célba, mivel „koncentrált tüzet” (Concentration Fire) is alkalmazhattak volna, ahol mindkét hajó sortüzeit az egyik tűzvezetésének adataihoz igazítják – ha már egyszer Holland az egyben tartásuk mellett döntött. Valószínűleg ez a Prince of Wales modernebb – Admiralty Fire Control Table – berendezése lett volna, amennyiben így döntenek. Ehhez Holland tengernagy előzetes tervei szerint pontosan fél percenként adtak volna le felváltva sortüzeket, elkerülendő azt, hogy összekeverjék a leérkező lövedékeket.
Holland tervéből egyedül a meglepetés volt az, ami sikerült, mivel a németek nem voltak felkészülve a két nagy hadihajó gyors közeledésére. A Hoodon nem vették észre, hogy a németeknél nem a Bismarck, hanem a Prinz Eugen halad az élen. Ez azért nem tűnhetett fel nekik, mert a két német hajó sziluettje nagy mértékben egyezett. Holland 05:49-kor a Prince of Wales-nek a ”G.S.B. 337 L1” jelzést küldte, ami annyit jelentett, hogy a német formáció bal oldalán, 337°-ra lévő első hajót hajót kellett célba venniük, ez pedig a Prinz Eugen volt. A Prince of Wales első tüzértisztje, a Hoodról újonnan érkezett Colin W. McMullen korvettkapitány (lieutenant-commander) azonban helyesen azonosította a Bismarckot és ezért kezdettől a sorban másodikként haladóra irányozta az ágyúit. A Hoodon is észrevették az azonosítási hibát közvetlenül tűzmegnyitás előtt és Holland altengernagy a jelentések szerint elrendelte a célpontváltást (“G.I.C. és G.O.B. 1”  jelzésekkel). Függetlenül attól, hogy ez megfelelt-e a valóságnak, a Hood mégis a Prinz Eugent vette célba és az összecsapás végéig a nehézcirkálót lőtte. A Hood túlélői úgy nyilatkoztak, hogy a hajójuk legalább két sortüzet kilőtt már a Prinz Eugenre mielőtt a célváltoztatásra kiadták a parancsot, míg Leach kapitány, a Prince of Wales parancsnoka szerint ezt még a tűzharc kezdete előtt megtették.

### Brit tűzmegnyitás

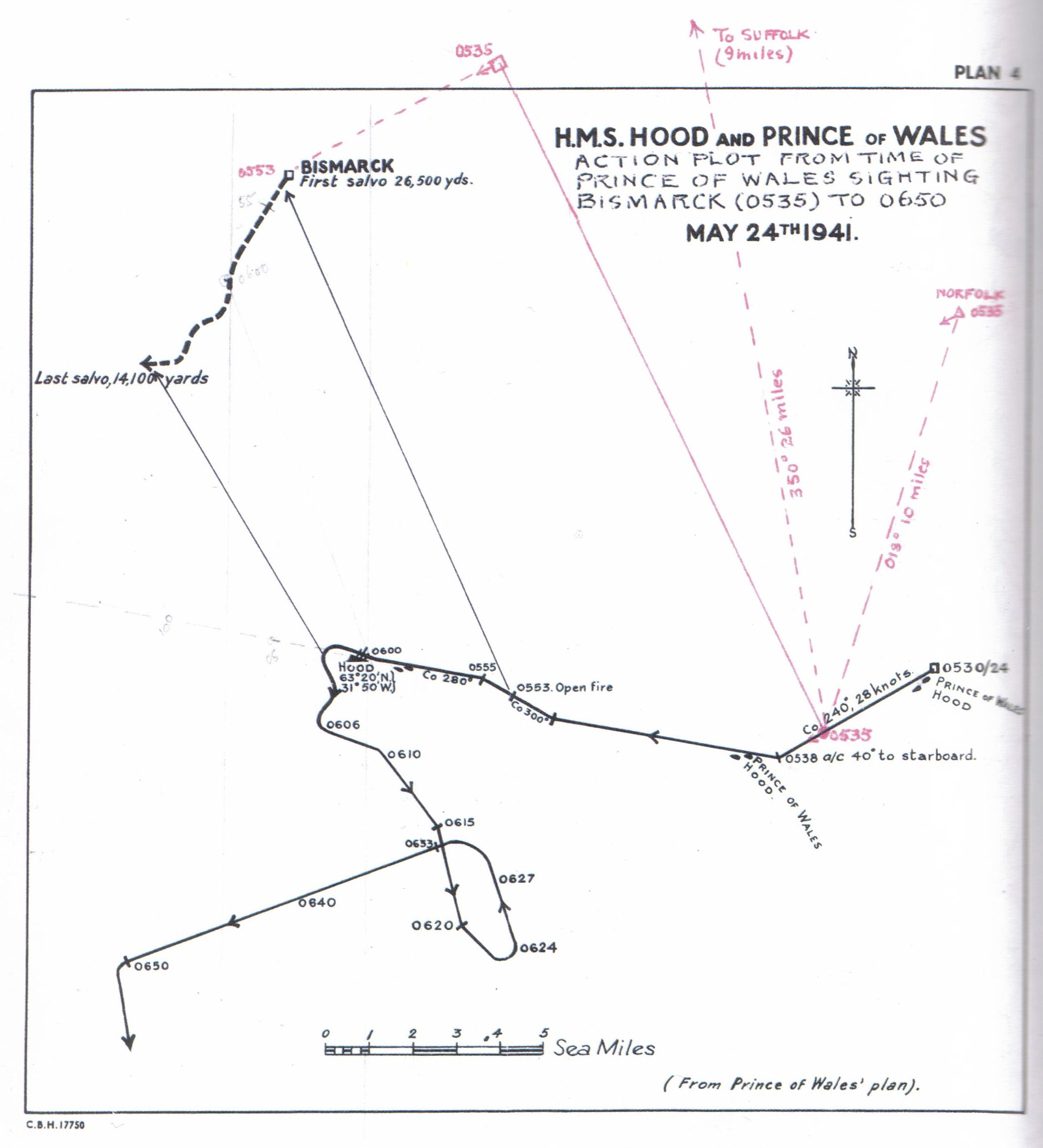
A hajók útvonala a csata során, kézírásos kiegészítésekkel ellátva

05:52:30-kor a Hood nyitott elsőként tüzet 25 000 yd (22 800 m) távolságból a Prinz Eugenre. A csatacirkáló 300°-os irányt tartott és a célpont 337°-on volt. Lehetséges, hogy az éles megközelítési szög (37°) miatt csak az első két lövegtorony nyitott ekkor tüzet, habár a két hátulsó is célra tudott ekkor már tartani és bevethetők is voltak elméletileg. A Prince of Wales a korábban egyeztetetteknek megfelelően pont fél perccel később, 05:53:00-kor nyitott tüzet 26 500 yd (24 200 m) távolságból a 335° irányba lévő Bismarckra. Az időbeli eltérés lehetővé tette volna, hogy azonos célpont lövetése esetén megkülönböztethessék egymás sortüzeit. A Prince of Wales esetében bizonyos, hogy csak az első két lövegtornya nyitott tüzet, 35°-kal jobbra elfordítva, így hat 356 mm-es lövedéket lőtt ki. Az első sortűzének lövedékei 1500 méterrel túllőttek a célon, és a Bismarck mögött jobbra csapódtak a vízbe a mintegy 50 másodpercig tartó útjuk végén.
A Prinz Eugen parancsnoki hídján a brit hajók távolságát 05:53-kor 29 000 méterre becsülték, míg valójában mindössze 22 km-re voltak csak tőlük. A Bismarck 30 csomóra fokozta a sebességét és ezzel csökkentette a távolságot az előtte 27 csomóval haladó Prinz Eugenhez képest. A Bismarck nehéztüzérsége készen állt a tűz megnyitására és az első tüzértiszt, Adalbert Schneider kétszer engedélyt is kért ehhez a parancsnoki hídtól, de választ nem kapott. A Hood második sortüze a Prinz Eugen közelében érkezett le. A német nehézcirkáló valószínűleg ekkor a WBD típusú mélységi bombáit használta az ellenség megfigyelőinek megzavarására. Erre abból lehet következtetni, hogy az összecsapás előtti fényképeken két mélységi bombával több van, mint az az után készülteken.

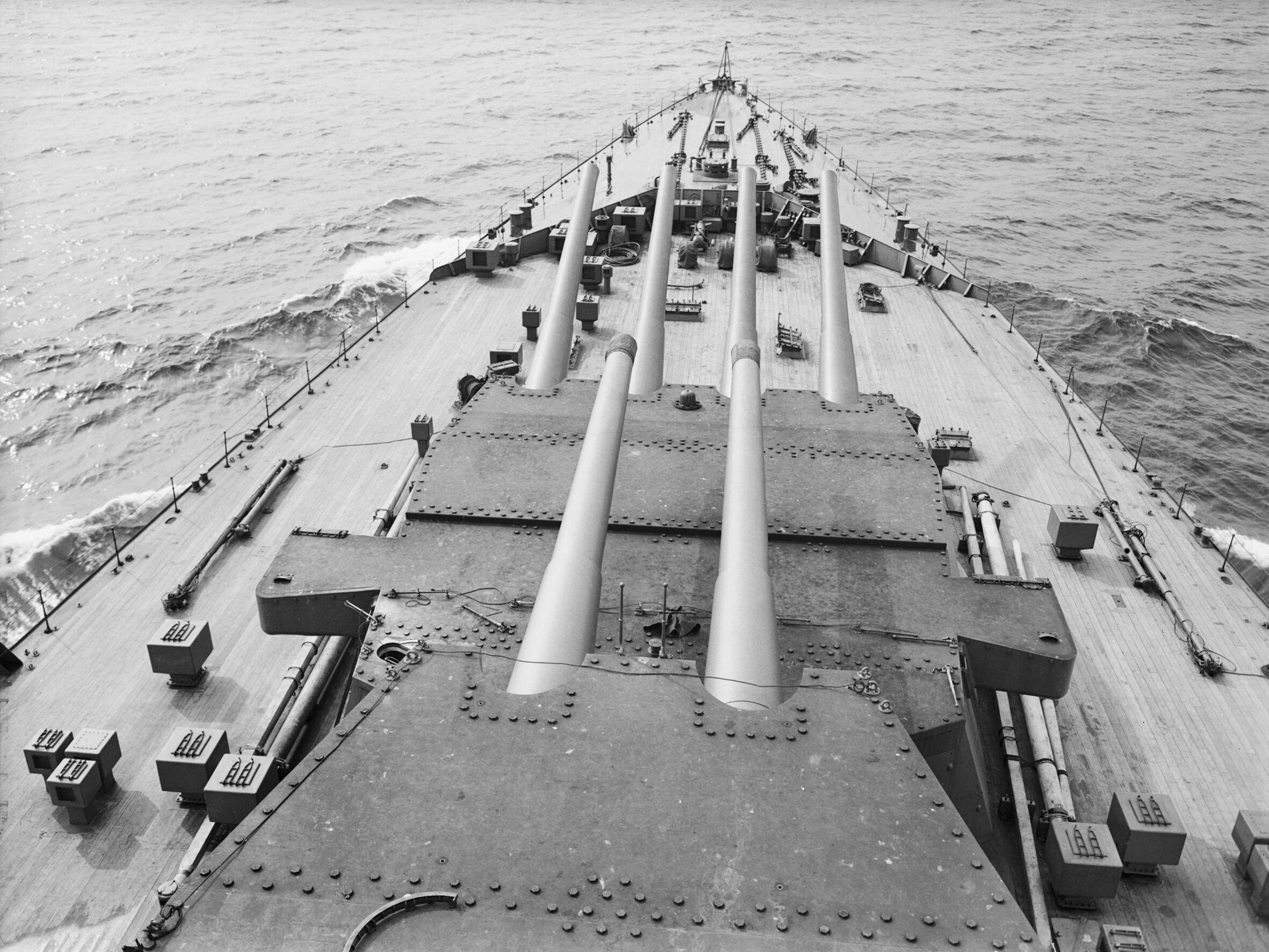
A Prince o Wales A és B lövegtornyának 4+2 ágyúja

A Prince of Wales a második sortüzét 334°-os irányba 26 000 yardra adta le és ennek lövedékei a Bismarckon túllőve, annak közelében csapódtak a vízbe. Az előző hat lövedékkel szemben ekkor már csak ötöt lőtt ki, mivel az ’A’ lövegtorony négy lövegéből az egyik (az A1 jelzésű) meghibásodott és ezt követően már nem tudott részt venni a harcban. A Bismarckon a harmadik tüzértisztet és egyben a hátsó távmérőért felelős Burkard von Müllenheim-Rechberg sorhajóhadnagyot Lütjens tengernagy arra utasította, hogy figyelje a mögöttük kétoldalt helyezkedő két brit nehézcirkáló manővereit, mivel attól tartott – az előzetes brit tervek alapján nem alaptalanul –, hogy azok felzárkózva megpróbálnak beavatkozni a harcba.
05:54-kor a brit hajók ismét irányt váltottak, 20°-kal balra kanyarodva, így az eddigi 300° helyett 280°-os irányra álltak. Ennek a manővernek a révén tudták a németek az ellenfeleiket a Hoodként és (tévesen, de a hajóosztályt eltalálva) a King George V-ként azonosítani. Ez az iránymódosítás lehetővé tette a Prince of Wales számára a hátsó lövegtorony bevetését is és növelte a Hood hátsó lövegtornyai számára is a pásztázási szöget. Ekkor a Hood ágyúi 56°-os, a Prince of Wales ágyúi 54°-os szögben tüzeltek jobbra. A Hood a harmadik sortüzével nem találta el a Prinz Eugent, a Prince of Wales a harmadik sortüzét 24 375 yardra (22 278 m) 334° irányba, a negyediket 23 600 yardra (21 570 m) 333° irányba lőtte ki, mindkettőt öt ágyúval.

### A német tűzparancs
Miután a Bismarck tüzértisztje, Adalbert Schneider korvettkapitány több alkalommal is engedélyt kért a tűz megnyitására, de nem kapott erre választ, a hajó parancsnoka, a türelmetlenné váló Ernst Lindemann sorhajókapitány Müllenheim-Rechberg tüzértiszt elmondása szerint – aki a hátsó tűzvezető központban a fejhallgatóján hallotta a parancsnoki toronyban elhangzottakat – így reagált:
„Nem hagyom, hogy kilőjék a hajómat a hátsóm alól. Engedély megadva!”
Rögtön ezután felvonták a „JD” (Jot-Dora) jelzést, amivel engedélyt adtak a tűz megnyitására az ellenség élen haladó egységére. Német részről a Prinz Eugen elsőként nyitotta meg a tüzet 05:55-kor a Hoodra, miután Brinkmann sorhajókapitány gyorsan továbbította Jasper tüzértiszt felé a tűzparancsot. Az első sortüzét 20 200 méterre lőtte ki 150°-os irányba (a bal oldalán 70°-os irányba), miközben maga 220°-os irányba haladt. Röviddel rá a Bismarck nehéztüzérsége is csatlakozott a Hood lövetéséhez 22 000 méterre tüzelve. A britek is megfigyelték, hogy a német hajók pár másodperces különbséggel sütik el az elülső és hátulsó lövegtornyaik lövegeit. Ennek az eljárásnak az volt az előnye, hogy a tüzérségi megfigyelőik jobban megfigyelhessék a különböző távolságokra kilőtt lövedékek leérkezését és ezzel jelentős mértékben lerövidíthették a célpont belövését.
A Prinz Eugen első négy lövedéke túlszállt a Hoodon, a következő négy azonban villába fogta azt a 400 méteres szórásával. A Bismarck első sortüzének (két félsortüzének) nyolc 38 cm-es lövedéke jóval nagyobb vízoszlopokat emelt a magasba, mint a Prinz Eugen 20,3 cm-es lövedékei. Ezek röviden érkeztek le a csatacirkáló orra előtt. 05:55-kor a Hood leadta a negyedik sortüzét a Prinz Eugenre, közben a Prince of Wales az ötödiket lőtte a Bismarck felé 20 200 m távolságra 332°-os irányban. Ez volt az utolsó olyan sortüze, melyet a két első lövegtornya öt ágyúból adott le, mivel az ’A’ jelűnek ekkor egy újabb lövege hibásodott meg és már csak kettő bevethetővel rendelkezett. A hatodik sortüzet 21 150 yardra (19 331 m) adta le 331°-os irányba és ezzel belőtte magának a célpontot.  Egyből találatot is elért ezzel 05:56-kor a Bismarck orrán a csörlőkerekek alatt a XXI-es és XX-as részlegeket érintve. A páncélozatlan részen balról jobbra detonáció nélkül haladt át a 356 mm-es lövedék, megrongálva az olajvezetékeket. Ez a találat hamarosan meghatározó jelentőségűnek bizonyul a Rheinübung szempontjából.
A Norfolk még 24 000 méterre, a Suffolk 29 000 méterre volt a németektől ekkor és még ezzel mindig túl messze ahhoz, hogy beavatkozhassanak a küzdelembe. A Bismarck megsebzett orrából szivárogni kezdett az olaj a 1,5 m átmérőjű lyukon át, és ezen át tengervíz került a hajótestbe. A csata végéig 2000 t víz jutott be. Ez a Bismarckot nem hátráltatta a harcban és a második sortüzét (két félsortűzként) 20 000 méterre lőtte ki, ez a Hoodon túlrepülve közte és a Prince of Wales között csapódott a vízbe.

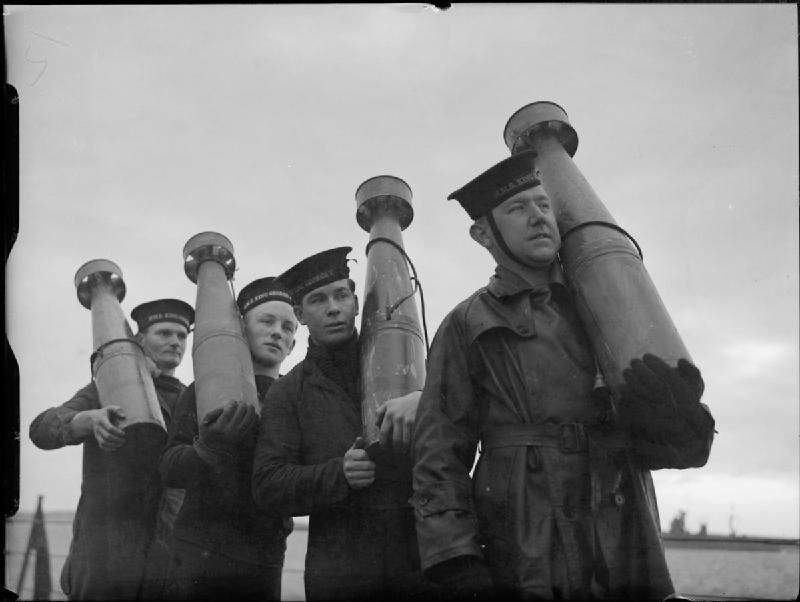
Héthüvelykes UP-rakétákat cipelő tengerészek a King George V fedélzetén

A német hajók közül elsőként a Prinz Eugen ért el találatot az ellenségen 05:56-kor. A második sortüzének első négy lövedéke még rövidre sikerült, és a csatacirkáló orra előtt érkezett le, viszont a második négy lövedék már pontos volt és az egyik a második kémény és a főárbóc között robbanva nagy tüzet okozott. A Hood közepén a csónakfedélzetnél, ahol a találat érte, egy nagyon erős fény volt megfigyelhető a német hajókról, ami előbb fehér, majd vöröses színnel égett. Ezt a 102 mm-es légvédelmi lövegek készenléti lőszerének és az UP légvédelmi rakéták lángra kapása okozhatta. A tüzet hamar el sikerült oltani és az nem terjedt át a hajó többi részére. Robert Tilburn elmondása szerint a Hood légvédelmi tüzérei azt az utasítást kapták, hogy az elülső felépítmény alatti részen keressenek maguknak fedezéket.
A Hood az ötödik és hatodik sortüzét a Prinz Eugenre lőtte ki, ez alkalommal az első két lövegtornyával tüzelve.
A Prince of Wales a hetedik sortüzét 18 120 méterre 330°-os irányba lőtte ki, majd a nyolcadikat 18 325 méterre. A négy-négy lövedékes sortüzek túllőttek a Bismarckon. A Prinz Eugen harmadik sortüzének 4+4 lövedéke 18 000 m távolságra lett kilőve és ezzel túlment a célponton. A Holland tengernagy által 05:54-kor elrendelt 20°-os balra való kanyarodás ellenére – mellyel már elméletileg a Prince of Wales is használhatta volna a hátsó lövegtornyát – a két brit hajó továbbra is főleg az első lövegtornyaival tüzelt. A Norfolk gyorsan közeledett keleti irányból és már csak 23 000 méterre, míg a Suffolk még mindig csak 29 000 méterre északra volt a német hajóktól.
05:57-kor a Bismarck és a Hood is találatokat szenvedett el. A Bismarck továbbra is igyekezett felzárkózni a Prinz Eugen mögé, mely előtte balra haladt.
A Prinz Eugen gyors egymásutánban adott le két teljes sortüzet (A+B, majd C+D lövegtornyokkal) 17 000 m távolságra 150° irányba, a Bismarck pedig a harmadik sortüzét adta le 18 500 méterre 150° irányba. A Hoodot ekkor két találat érte. A Bismarck egyik lövedéke eltalálta a csatacirkáló tűzvezetési tornyát (fire control tower) és a lövedék az ott tartózkodók többségével végzett. A Hood ezután központi tűzvezetés nélkül maradt. Röviddel ezután a Prinz Eugen egyik lövedéke találta el a csatacirkálót az elülső felépítménye tövében és épp abba a helyiségbe csapódott, ahol Tilburn szerint a légvédelmi tüzérek a felső utasításnak megfelelően fedezéket kerestek és mintegy kétszázan gyűltek össze. A robbanás mindenkivel végzett és újabb tüzet okozott a Hoodon, így a csatacirkáló ekkor két helyen állt lángokban.
Ezt követően a távolság gyorsan csökkent a két hajóraj között és 18 000 m távolságon belül a hajók másodlagos tüzérsége is bekapcsolódott a küzdelembe. A Bismarck bal oldalán lévő három kisebb lövegtorony 15 cm-es lövegei a Prince of Wales-t vették célba Lütjens utasítására, míg annak a jobb oldalán lévő nyolc 133 mm-es lövege a Bismarckot 17 km távolságból.
A Hood hetedik sortüzét valószínűleg még mindig csak az első négy ágyújából adta le a Prinz Eugenre, míg a Prince of Wales a kilencedik sortüzével 18 250 yardra (16 700 m) tüzelt 330° irányban. Ekkor már a hátsó, ’Y’ jelű lövegtornya is bevetésre került és egy találatot ért el a Bismarckon vízvonal alatt, ami a XIV-es részleget érte. A lövedék a torpedóválaszfalnak csapódva robbant és felszakított több itt elhelyezett üzemanyagtartályt is, újabb olajszivárgást okozva.
Lütjens tengernagy úgy ítélte meg, hogy a Prince of Wales-t nem szabad továbbra is zavartalanul lőni hagyni a Bismarckra és ezért 05:58-kor a Prinz Eugennek utasítást adott a tüzének a csatahajóra való áthelyezésére (Wechsel auf linken Gegner). A német nehézcirkáló első tüzértisztje, Paulus Jasper sorhajóhadnagy a jelentésében megemlítette, hogy ezzel a két német hadihajó tűzvonala keresztezte egymást.
A Bismarck a negyedik sortüzét (A+B és C+D) 17 000 méteres beállítással lőtte ki a Hoodra. Ennek lövedékei röviden érkeztek le ugyan, de megfelelő irányzékkal. A Prinz Eugen a hatodik sortüzét még a Hoodra adta le, de a hetediket már a Prince of Wales-re – 17 000 m, 150° – Lütjens utasításának megfelelően. Mindkét német hajó 220° irányt tartott ekkor, élen a Prinz Eugennel és mögötte a jobb oldalán 2000 m távolságra a Bismarckkal.
A Prince of Wales tizedik sortüzét 17 150 yd (16 675 m) távolságra lőtte ki 330° irányba, majd a tizenegyediket 17 100 yardra (15 629 m). Mind a kettő röviden érkezett le. Ekkor már a Prince of Wales a hátsó lövegtornyát is bevetve tüzelt, de ennek a négycsövű lövegtoronynak az egyik lövege meghibásodott az első elsütése után.

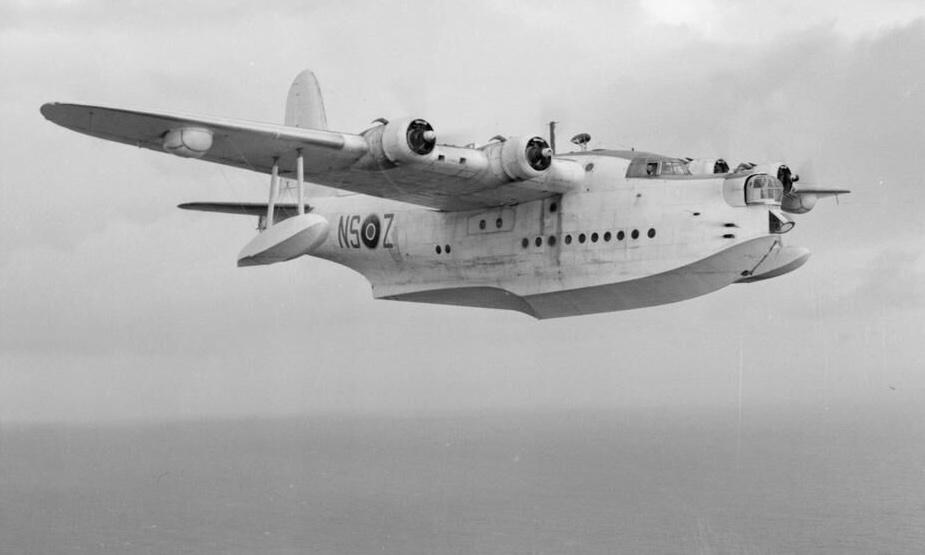
Short Sunderland repülőcsónak
(későbbi, radarral felszerelt Mk V verzió)

Ekkor érkezett a harctér fölé egy Izlandról felszállt Short Sunderland típusú felderítőgép és tett jelentést arról, hogy a Hood fedélzetén két helyen csaptak fel lángok. Az egyik tűzfészket a híd felépítményének lábánál, a másikat a hajó hátrébb lévő részén észlelték (az előbbit vélhetőleg a Bismarck, az utóbbit a Prinz Eugen okozta).
A találatok ellenére a Hood leadta a nyolcadik sortüzét, majd a kilencediket is 16 000 m távolságra 330° irányba. Vélhetőleg mind a kettő során csak az első két lövegtornyának a lövegei tüzeltek. Mind a két brit hajó 280° irányt tartott ekkor. A Prince of Wales az összes bevethető állapotban lévő nehézágyújával tüzelt ekkor, míg a Hood még ekkor is főként csak a két első lövegtornyával lőtt. 05:59-kor a Prinz Eugen a Prince of Wales-re adta le a nyolcadik és kilencedik sortüzeit 16 000 méteres beállítással gyors egymás után, de ezekkel nem ért el találatot.
A Prince of Wales a tizenkettedik sortüzében csak három ágyút sütött el 17 100 yd (15 629 m) távolságra 330° irányba, de ennek lövedékei röviden érkeztek le. Röviddel ezután a tizenharmadik sortüze (16 150 yd/15 035 m) ismét jól ült és egy lövedéke el is találta a Bismarckot, de csak könnyű sérüléseket okozott neki: a főárbóc alatt találta el a hangár felett elhelyezett egyik csónak orrát, de ennek szétszóródó szilánkjai megrongálták a katapultot. A lövedék robbanás nélkül csapódott a vízbe a túloldalon. A Hood a tizedik sortüzét vélhetőleg a hátsó lövegei bevonásával lőtte a Prinz Eugen irányába 14 000 m távolságból 330° irányba, de továbbra sem ért el találatot. Röviddel ezután, 06:00-kor Holland tengernagy balra való kanyarodást rendelt el, hogy a hajói a hátsó lövegtornyainak még nagyobb mozgásteret biztosítson. Az elrendelt 20°-os balra kanyarodással 280°-ról 260°-ra állt (volna).
A Norfolk ekkor 21 500 méterre, a Suffolk továbbra is 29 000 méterre volt a németektől.

### AHoodelsüllyesztése

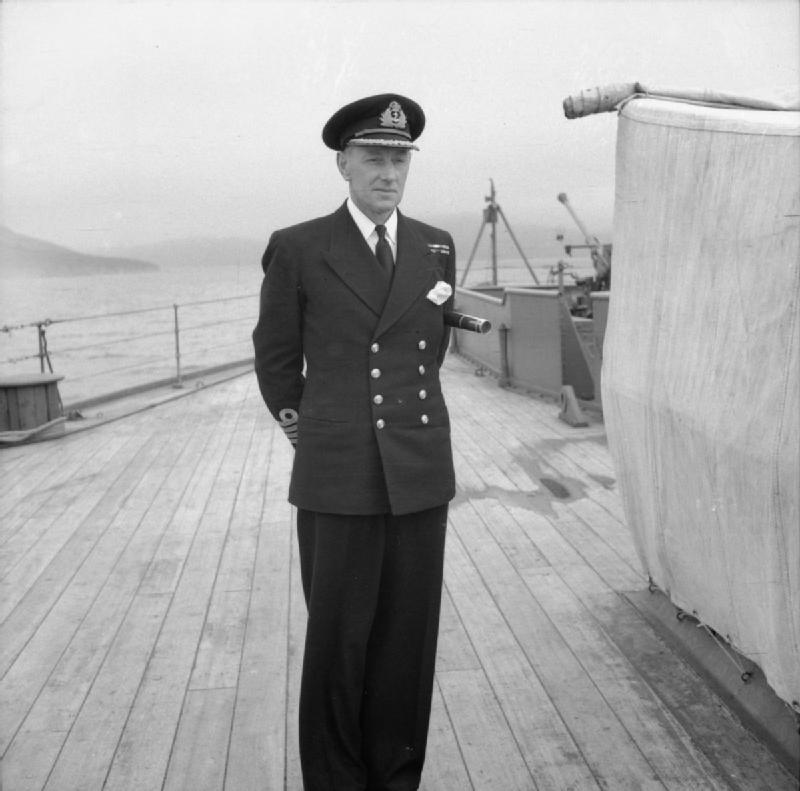
John Leach sorhajókapitány a Prince of Wales fedélzetén

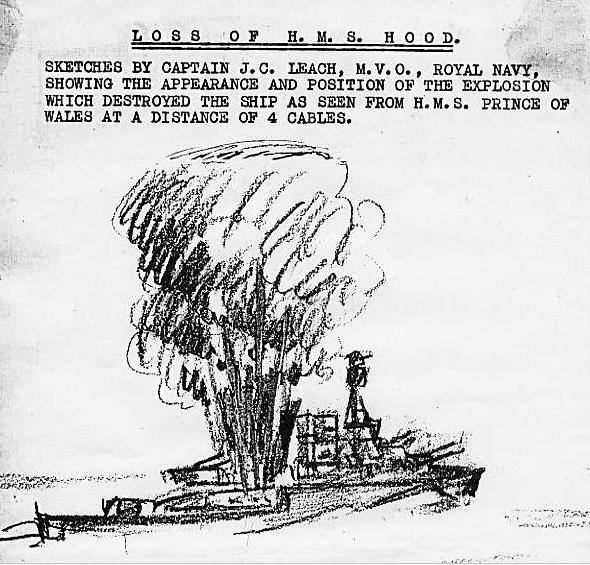
A Hood felrobbanásának pillanata John Leach sorhajókapitány vázlatán

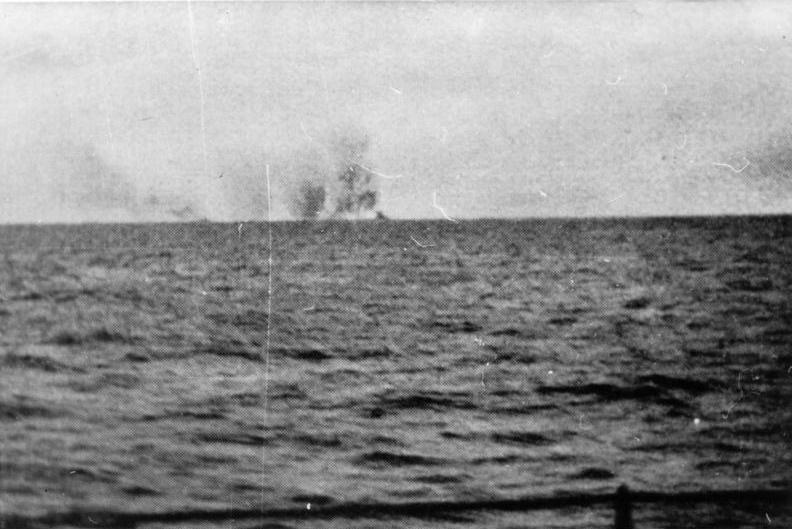
A Hood felrobbanása

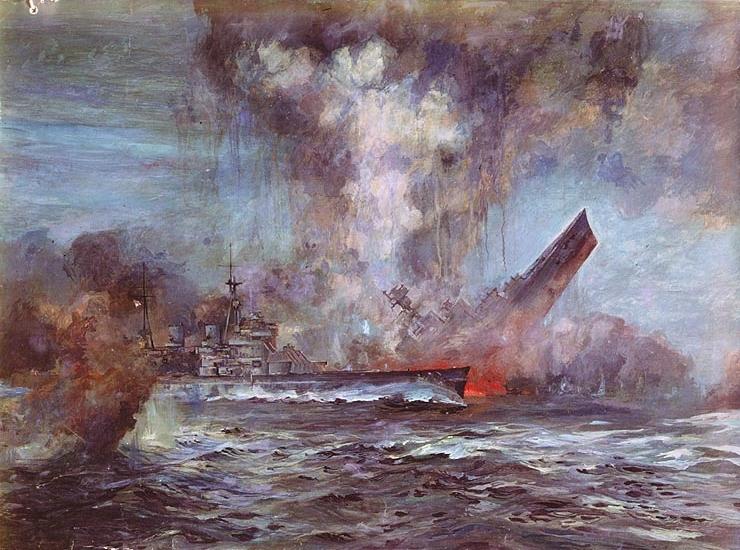
A süllyedő Hood, előtte a Prince of Wales
J.C. Schmitz-Westerholt festménye

A Norfolk ekkor 21 500 méterre, a Suffolk továbbra is 29 000 méterre volt a németektől. A Bismarck az ötödik sortüzét 15 700 m távolságra adta le két gyors egymást követő félsortűz formájában, 155° irányban. Az Anton és Bruno lövegtornyok ágyúi által kilőtt lövedékek a vízbe csapódtak, de a Cäsar és Dora tornyok lövedékei befogták a Hoodot a főárbóca mentén, és legalább az egyik lövedék itt el is találta a hajót. Néhány pillanattal később, 06:00-kor a még a 20°-os kanyarodását végző csatacirkáló felrobbant. Mindössze nyolc perc telt el azóta, hogy tüzet nyitott és csak öt azóta, hogy a Bismarck viszonozta ezt. Leach kapitány, a Prince of Wales parancsnoka 750 m távolságra a Hood mögül szemlélte az eseményt, amire így emlékezett vissza:
(…) Épp a Hoodot néztem abban a pillanatban, mikor egy sortűz leérkezett és az a főárbóca magasságában hullott alá. Ebben a sortűzben, úgy gondolom, kettő lövedék röviden érkezett le, egy pedig túl lőtt rajta, de az is lehet, hogy fordítva volt. De ekkor az az érzés támadt bennem, hogy valami a Hood fedélzetét találta el közvetlenül a főárbóc előtt, kissé jobbra. Ez nem volt egy határozott benyomás bennem, de elég volt ahhoz, hogy egy ideig még a Hoodon tartsam a szemem. Valójában azon töprengtem, ennek mi lesz az eredménye, majd egy-két másodperccel azután, hogy ez a benyomás megformálódott bennem, egy robbanás ment végbe a Hoodon, mely úgy tűnt számomra, hogy épp azon a helyen történt a hajón [ahol a becsapódást érzékeltem]. Egy viszonylag vékony kéményhez hasonló alakú lángnyelv csapott fel nagy erővel, majd szinte rögtön ezután a hajó egyik végétől a másikig füstbe burkolózott. (…)

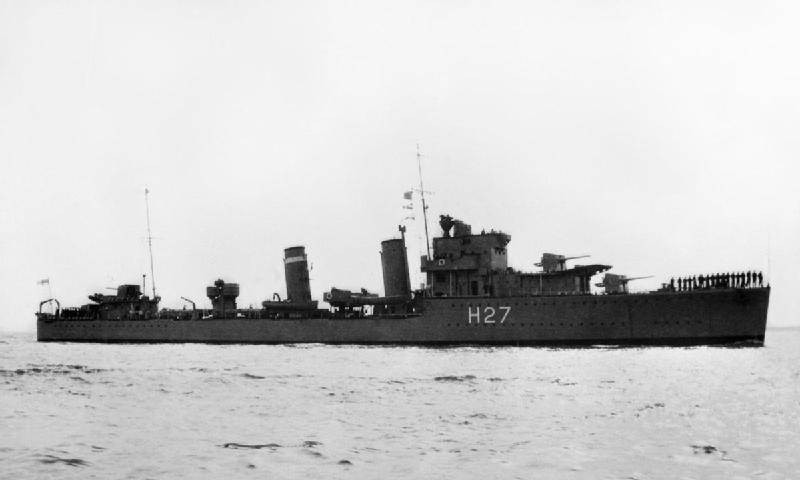
Az Electra brit romboló egy háború előtti fényképen

Terence Brooks, aki a közepes tüzérség P.1 jelzésű (bal oldali első) lövegtoronyból a periszkópján át tartotta szemmel a Hoodot, azok közé tartozott, akik több közvetlen találatot is látni véltek:
”Úgy tűnt számomra, hogy egy lövedék a hátsó kéménynél és egy másik az ’X’ torony barbettájánál hatolt be a hajóba. Hatalmas villanás keletkezett, ami pár pillanatra megvakított engem… Mikor ismét körbenéztem a periszkópomon, egy fekete füstlabdát láttam, melyből határozottan ki tudtam venni egy levegőbe repült 15 hüvelykes ágyút, amit a toronytetőnek tűnő tárgy követett.
A robbanást minden bizonnyal a kivetőtöltetek gyors égése idézte elő. Halk volt és a forrasztófáklyához hasonló lángja nagyon magasra, körülbelül 400 méterre csapott fel. A robbanás a hajó egy nagy részét szétvetette a közepétől az ’Y’ torony mögötti részig, a két hátsó lövegtornyot a tengerbe vetve. A törmelékdarabok minden irányban szétszóródtak a levegőben, ahogy a robbanás két részre szakította szét a hadihajót a főárbóc közelében, még a tőle fél mérföldre lévő Prince of Wales-re is hullottak alá a törmelékből.  A nagy mennyiségű kiömlött olaj sötét szürke füsttel égni kezdett a vízfelszínen. A csatacirkáló megállt, majd előbb erősen jobbjára dőlt, amiből felegyenesedett és a bal oldalára kezdett dőlni. A kettétörött hajótest tatrésze hamar elsüllyedt, majd a középső rész kezdett el gyorsan süllyedni, amitől a hajóorr élesen felegyenesedett, mígnem 45°-os szögben meredt az égnek, ami után ez a rész is gyorsan süllyedni kezdett. A német megfigyelők azt jelentették, hogy süllyedése közben a Hood elülső lövegtornyai még leadtak egy utolsó sortüzet épp mielőtt az orr-rész függőlegesen alámerült. Ezt a németek a csatacirkáló utolsó, büszke üzeneteként értékelték, de ezt valószínűleg az okozhatta, hogy a találat zárta az áramkört és így elsütötte az ágyúkat. Az elsüllyedése alig két-három percet vett igénybe. A fedélzetén lévő 1418 emberből csak hárman maradtak életben, Edward Briggs, Robert Tilburn és William John Dundas tengerészeket az egy órával később a helyszínre érkező Electra romboló mentette ki. Annak ellenére, hogy az összecsapás során a Hood magas tűzgyorsasággal lőtt, nem ért el találatot és úgy tűnik mindvégig a Prinz Eugent lőtte.
A Hood megsemmisülése olyan gyorsan történt, hogy a Bismarck lövedékei még akkor is a csatacirkáló mellett hullottak alá, mikor az már süllyedőben volt a sűrű és sötét füst közepette. A 15 000 méterre kilőtt hatodik sortűz a Hood előző sebességéhez volt igazítva és így előtte csapódtak a vízbe a lövedékei.
A Sunderland eközben is a német hajók felett repült és ezek heves légvédelmi tüzet zúdítottak rá. A Norfolk folyamatosan közeledett, de még mindig 21 000 m távolságra volt a németektől a Hood felrobbanásakor. A németeket követő és náluk alig gyorsabb Suffolk a távolságot nehezen tudta csökkenteni és ezért 28 000 méterre volt. A Hood két részre válva 2-3 perc alatt teljesen elsüllyedt.

### APrince of Walesegyedül vívott harca

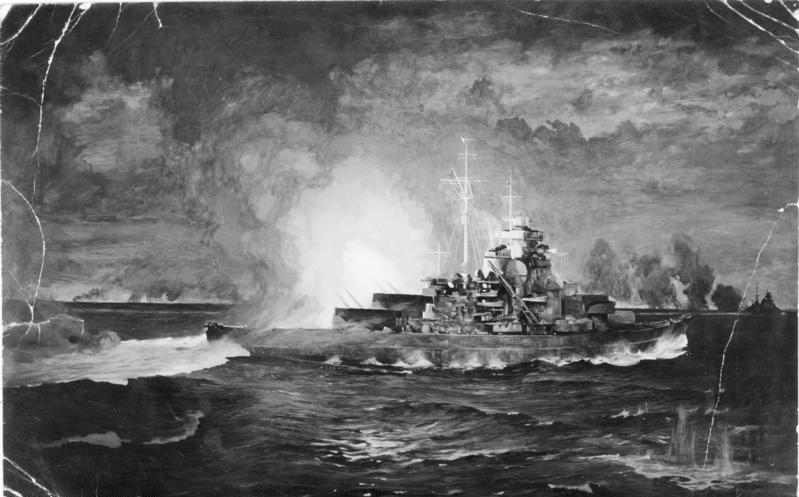
Az összecsapás Julius C Schmitz festményén

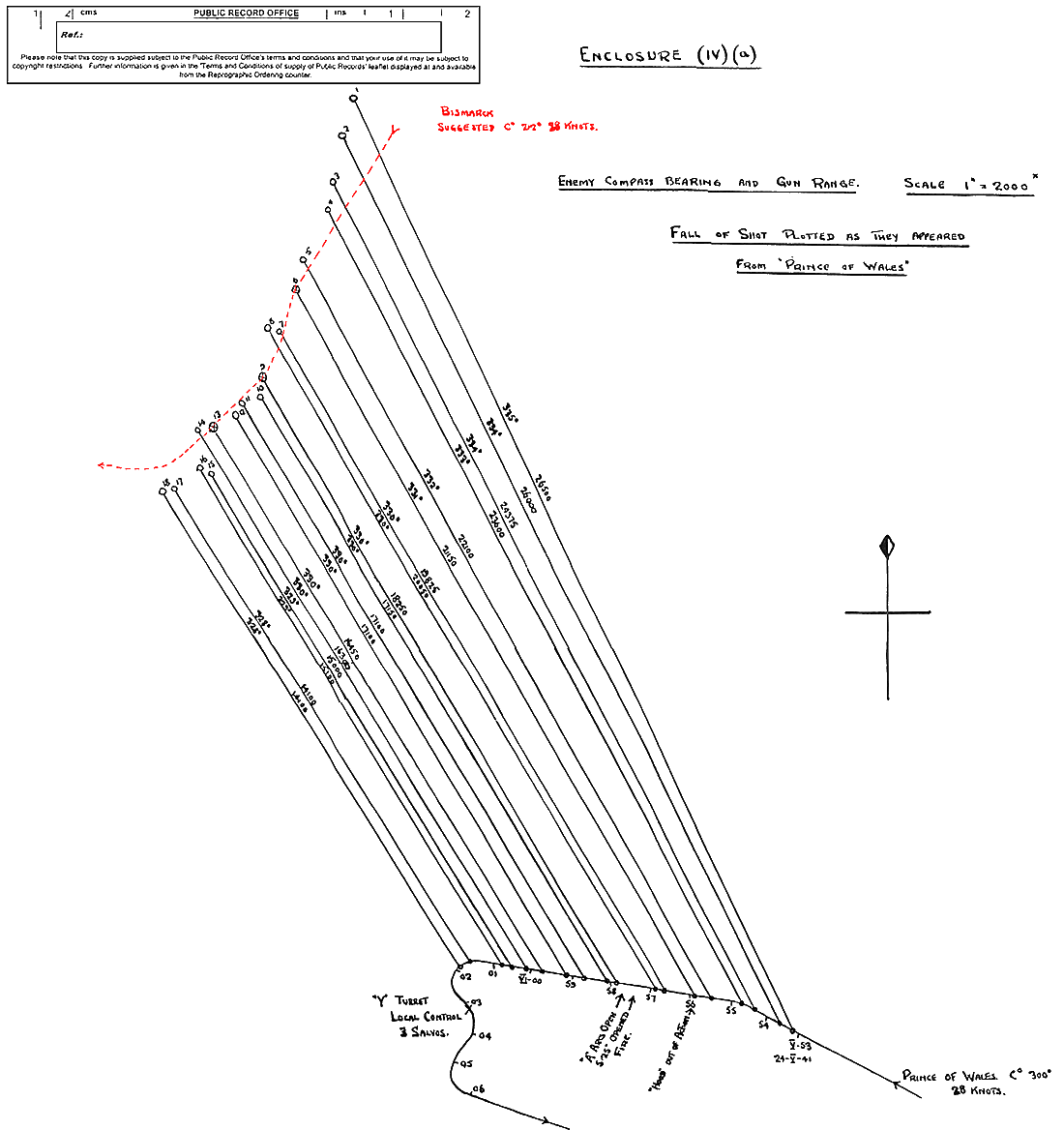
A Prince of Wales sortüzeit szemléltető vázlat. A vázlat 18 sortüzet mutat, a hátsó lövegtorony helyi irányítással leadott három sortüze nincs feltüntetve. A Bismarck útvonalát pirossal jelölő vonal utólagos becslés alapján lett berajzolva.

Az összecsapás a Hood megsemmisülésével nem ért véget. A Prinz Eugen a tizedik sortüzét a Prince of Wales-re lőtte 14 000 m távolságra, célt nem talált. A Prince of Wales a tizennegyedik sortüzét a Bismarckra lőtte ki, valószínűleg az első lövegtornyok már csak három lövegéből 16 300 yd (14 898 m) távolságra 330° irányba, majd a tizenötödiket 15 000 yd (13 710 m) távolságra 329° irányba, a tizenhatodikat pedig 15 100 yd (13 801 m) távolságra szintén 329°-ra. Utóbbi sortűzben már részt vett egy korábban töltés közben elakadt löveg is, melyet ekkorra sikerült ismét használhatóvá tenni. Mind a három említett sortűz lövedékei röviden leérkezve csapódtak a vízbe.
A Prince of Wales a Holland tengernagy által utasításba adott 20°-os balra kanyarodást hajtotta végre és ennek révén épp a Hood felé tartott. Az ütközés elkerülésének érdekében Leach kapitány vészkanyarodást rendelt el jobbra, amivel a németek felé fordította a hajóját. Brinkmann sorhajókapitány, a nehézcirkáló parancsnoka látta, hogy a brit csatahajó feléjük közeledik és az 533 mm-es torpedóinak a hatótávolságán (12 000 m 30 csomó mellett) belülre fog kerülni, ezért utasítást adott Sigurd Reimann torpedótisztnek a torpedók kilövésére, amint az ellenség a hatótávon belülre ér. Brinkmann meglátása szerint ez nagyon hamar bekövetkezhetett a két hajó relatív iránya és sebessége miatt.
A Bismarck eközben áthelyezte az a tüzét az egyetlen megmaradt célpontra, a Prince of Wales-re. Mivel az nagyon közel haladt el a Hood roncsa mellett, a lőelemeken elég volt csekély módosításokat elvégezni. A német csatahajó hetedik sortüzét 15 000 méterre lőtték ki. A továbbra is 1500–1800 méterrel a Bismarck előtt haladó Prinz Eugen a tizenkettedik sortüzét lőtte, majd röviddel rá a tizenharmadikat 14 500 méterre. A felettük köröző Sunderland ekkortájt berepült a felhőkbe a két német hadihajó heves tüze miatt.
A Prince of Wales a két német hadihajó nehéz és közepes tüzérségének tüzébe kerülve igyekezett a Hood roncsait kikerülni, és eközben csak a két első lövegtornyát használhatta. A manőverezés miatt nehéz volt az ágyúit célra tartania. A tizenhetedik sortüzének négy lövedéke 14 100 yardra (12 887 m) lett kilőve 328°-ra, a tizennyolcadikat 14 500 yardra szintén 328°-ra. Mindkettő rövid volt.
06:02-kor a Bismarck a nyolcadik sortüzét lőtte 14 000 m távolságra és eltalálta a brit csatahajó parancsnoki hídját (iránytűfedélzetét). A lövedék robbanás nélkül haladt át a helyiségen, de csaknem mindenkivel végzett az ott tartózkodók közül. John Leach kapitány a három túlélő között volt és kétségbeesetten igyekezett hajóját kivezetni a veszélyzónából, miután úgy ítélte meg a helyzetet, hogy a harc folytatásával a Prince of Wales elvesztését kockáztatná anélkül, hogy további károkat tudna okozni az ellenségnek. Ezért parancsot adott mesterséges ködfüggöny védelme alatti visszavonulásra, „várva egy jóval kedvezőbb lehetőségre.” A Prince of Wales közvetlenül 06:04 után kanyarodott el balra, közben a hátsó lövegtornya helyi irányzással tüzelt addig, míg a torony el nem akadt.
A Prinz Eugen a tizennegyedik teljes sortüzét 14 000 méteres távolságra lőtte. Ekkor nyitott tüzet a Norfolk a Bismarckra és három sortüzet adott le rá 21 800 yd (20 000 m) távolságra, de ezek mind rövidek voltak. Eközben a Suffolk még mindig csak 28 km-re volt a németektől.
06:03-ra a Hood teljesen elsüllyedt, a felszínen két helyen még sokáig égett az olaj mélyszürke füsttel. A Prince of Wales 160°-kal balra kanyarodott, ezzel tisztán kivált a harcból és mesterséges ködfüggöny leple mögött igyekezett visszavonulni, miközben egy ideig még a németek pontos tüze alatt volt.
A Bismarck kevesebb, mint 14 000 méterre adta le a kilencedik sortüzét és ezzel két találatot ért el a brit csatahajón. Az egyik lövedék a víz alatt átütötte a hajótest oldalát a páncélöv mögötti részen és 7,6 m mélységben 4 méternyire hatolt be, ahol a torpedóválaszfal állította meg. A másik a jobb oldali 133 mm-es lövegek tűzvezető központját találta el és tette harcképtelenné. Egyes állításokkal ellentétben a 38 cm-es lövedék, mely a víz alatt érte, nem veszélyeztette a lőszerraktárait, mivel az egyik segédgépterem mellett érte. A Bismarck előtt 150 méterrel haladó Prinz Eugen a tizenhatodik, majd röviddel rá a tizenhetedik sortüzét adta le 13 000 méteres beállítással. Ekkor találatot ért el a Prince of Wales-en a vízvonal alatt a tatnál.
A Prinz Eugen torpedótisztje, Reimann korvetthadnagy ekkor rosszul mérte fel a távolságot és nem ismerte fel, hogy egy rövid ideig a csatahajó a bal oldali torpedóvető csövek (3+3) hatótávolságán belülre került, és annak ellenére sem indította útnak a torpedókat, hogy ezt kétszer is parancsba adta neki Brinkmann sorhajókapitány. Az eset miatt a haditengerészet vizsgálóbizottságot állított fel a nehézcirkáló Franciaországba érkezése után. A Prinz Eugen bal oldalának nehéz légvédelmi lövegei (3×2 10,5 cm-es löveg) is bekapcsolódtak a harcba, ami szintén a csekély távolságra utalt a két hajó között.
A helyzet tovább rosszabbodott a brit csatahajó számára, mert találatokat szenvedett el az elszakadási manővere közben. A nehéz helyzetéből segítette kimenteni, hogy hirtelen a Prinz Eugen vészjelzést adott le a Bismarcknak egy 279°-os irányból közeledő torpedóról adva hírt. A veszélyt a nehézcirkáló hidrofon kezelői észlelték és az észlelést maga Brinkmann sorhajókapitány is alátámasztotta, aki kiment a parancsnoki hídra és megerősítette a hírt a torpedók nyomvonalát látva, amit fel is jegyezték a cirkáló hajónaplójába.
A hidrofonok kezelői azt nem tudták bizonyosan megállapítani, hogy valóban torpedótól származott-e a zaj, de a német hajókon elképzelhetőnek vélték, hogy a Hood lőtte ki őket még az elsüllyedése előtt a legnagyobb hatósugárral beállítva, vagy a közelben szálló repülőgép dobta le. (A gép azonban egy Sunderland volt, ami nyilvánvalóan nem volt képes szállítani torpedót.) (Ludovic Kennedy észrevétele szerint a torpedók valójában nem érhettek oda eddigre, ha indított is volna útnak a Hood.) A Bismarck azonnal jobbra kanyarodott 50°-kal, így 270° irányban haladt, eltávolodva a brit csatahajótól és igyekezvén kikerülni így a torpedó hatósugarából. A Prinz Eugen, mely épp elszalasztotta a két percig fennálló lehetőségét a torpedói kilövésére, a Bismarckhoz hasonlóan tért ki a vélt torpedók elől.
Ez a manőver átmeneti könnyebbséget jelentett a Prince of Wales számára. A füstfüggöny védelme alatt vonult vissza, és folytatta a tüzelést miközben balra kanyarodott. A tizenkilencedik sortüzét az ’Y’ (hátsó) lövegtorony helyi irányítással adta le, de ismét csak két lövege tüzelt és a sortűz nagyon rövid volt.
Ekkor a Norfolk 20 500 m távolságra érve beszüntette a tüzelést, a Suffolk pedig még 28 000 méterre volt északra a német hajóktól. 06:04-kor – mikor az elkanyarodását megkezdte – a Prince of Wales még mindig jócskán elérhető volt a német hajóágyúk számára, de azok távolodóban voltak tőle. A tüzérsége célra tartott mikor a Prinz Eugen kiadta a torpedók miatti riasztást, és a kitérésük miatt a brit csatahajónak is újra be kellett lőnie magát. A Prince of Wales ködfüggönye hatásosnak bizonyult, mert eltakarta az ellenség szeme elől. A távolság ezután gyors ütemben nőtt, mivel a hajók ellentétes irányba haladtak. A 14 000 métert hamar elérte a távolság, anélkül, hogy a Prinz Eugen torpedókat lőtt volna ki. A brit csatahajó e fenyegetés nélkül el tudott hajózni délkeletnek.
A Bismarck a következő sortüzét 270° (nyugati) irányba haladva lőtte ki 15 500 m távolságba és ekkor érte el a negyedik és utolsó találatát a Prince of Wales-en. A lövedék a közepén érte a bal oldali darut tönkre téve és a repeszek számos csónakban kárt okoztak, a második kéményen egy nagy repeszdarab ütött lyukat. Az összecsapás elejétől ide előkészített Walrus hidroplán is megsérült.
Miután a jobbra kanyarodással a Prinz Eugen 270°-os irányra állt, leadta a tizennyolcadik sortüzét 14 500 m távolságra és ezzel két találatot ért el. Az egyik 20,3 cm-es lövedék a vízvonal alatt érte a tatot, a másik a bal oldali 133 mm-es lövegek negyedik tornyának lőszerraktárát (átrakodó helyiségét), de ez a lövedék nem robbant fel. A Prince of Wales a huszadik sortüzét 15 000 méterre adta le a hátsó lövegtornyával helyi irányítással, de mivel ennek egy újabb lövege is meghibásodott, így már csak egy löveg szólalt meg a „sortűzben”. A lövedék a Bismarck tatja mögött röviden érkezett le.
Eközben a Norfolk és a Suffolk 21 illetve 28 km távolságból folytatták a német hajók szemmel tartását. 06:05-kor a Prince of Wales már 15 000 méternél messzebb került a Prinz Eugentől és 16 000 méteren túlra a Bismarcktól, miközben a füstfüggönye hatásosan elrejtette előlük. A Bismarck a tizenegyedik sortüzét 16 000 m távolságból adta le, találatot nem ért el. A Prinz Eugen balra kanyarodás közben adta le a tizenkilencedik sortüzét 15 000 m távolságra, szintén eredmény nélkül.
A Prince of Wales az utolsó sortüzét, szám szerint a huszonegyediket, 16 000 méteres távolságra adta le az ’Y’ lövegtorony egyetlen ágyújából helyi irányítással. Ez a lövedék a Bismarck orra előtt csapódott a vízbe. A brit csatahajót az összecsapás három perce alatt (06:02–06:04) érte mind a hét találat (3 a Bismarcktól, 4 a Prinz Eugentől).
A nyugatra tartó német hajók tüze egyre pontatlanabbá vált, mivel mind ők, mind a Prince of Wales manővereket hajtottak végre. A brit csatahajó kétszer is irányt változtatott a füstfüggönye mögött az első 160°-os forduló után és ez nagyon megnehezítette a németek számára az újbóli eltalálását. 06:06-ra a távolság 16 000 m volt a Prinz Eugentől és 17 000 m a Bismarcktól. A füstfüggöny már hatásosan elfedte a Prince of Wales-t, mikor a Bismarck 50°-kal balra fordult és a korábbi 220°-os irányra állt vissza. A Prinz Eugen is hasonlóan tett.
A Bismarck a tizenkettedik sortüzét 17 000 méterre lőtte ki, amiben csak az első két lövegtorony vett részt (A+B). A Prinz Eugen a huszadik teljes sortüzét (A+B, majd C+D) 16 000 méterre adta le. Ezután ismét jobbra kanyarodva 270° irányra állt egy újabb torpedóészlelés miatt leadott vészjelzés hatására. Emiatt az elkanyarodás miatt a Prinz Eugen nem tudta már többet az első lövegtornyait használni. Ekkor a hajó fő fegyverzetének tűzvezetését az árbóctorony tetején lévő fő távmérőnél lévő Jasper sorhajóhadnagytól Albrecht sorhajóhadnagy, a hátsó felépítményen lévő távmérő kezelője vette át, mivel Jasper készülékét zavarta a képbe kerülő kéményfüst.
A Prince of Wales tovább hajózott délkeletnek és 06:07-kor 17 000 m volt a távolsága a Prinz Eugentől és 18 000 m a Bismarcktól. A Prinz Eugen az utolsó jobbra tett kanyarodása miatt csak a két hátsó lövegtornyával tüzelt 17 000 méterre.
A Bismarck 18 000 méteres beállítással adott le sortüzet a két hátsó lövegtornyával. A Prinz Eugen a Bismarck előtt haladva átkerült annak bal oldaláról a jobb oldalára, majd balra kanyarodva tért vissza a 220° irányra, miközben tűz alatt tartotta a Prince of Wales-t a hátsó lövegtornyaival és most először ő került távolabb az ellenségtől a két német hajó közül.
A Bismarckon figyelemmel kísérték a Prinz Eugen manővereit, amikkel átkerült a bal oldalukról a jobbra, miközben a hátsó tornyaival tüzelt. A Bismarckról 06:08-kor jelezték a nehézcirkálónak, hogy ne lőjenek át felette, majd hamarosan áthaladt annak farvizén és annak bal oldalára került. A nehézcirkáló ezután visszakanyarodott a 220° irányra, amivel a Bismarckkal párhuzamosan haladt.
A Prince of Wales sikeresen elszakadt a németektől délkeleti irányt tartva. 18 000 méternél messzebb volt már, mikor a Prinz Eugen leadta rá a huszonkettedik sortüzét (C+D) és a Bismarck a tizenharmadikat (A+B).
06:09-kor a Prince of Wales 18 500 méterre volt a Bismarcktól és több, mint 19 000 méterre a Prinz Eugentől. A nehézcirkó hátsó lövegtornyaival leadta a huszonharmadik sortüzét. A párhuzamosan haladó német hajók közül a csatahajó volt a gyorsabb, 30 csomóval haladt, míg a Prinz Eugen nagyjából 27-tel, így a nehézcirkáló elé került annak bal oldalán. A Bismarck a hátsó lövegtornyaival 18 500 m távolságra adott le sortüzet, ami után Lütjens tengernagy elrendelte a tűz beszüntetését. Lindemann sorhajókapitány nem értett egyet felettesével és üldözőbe akarta venni a Prince of Wales-t, hogy megsemmisítse. Lütjens azonban ragaszkodott a hadműveleti parancsaihoz, amik megtiltották számára a harcba keveredést, hacsak ezt a konvojok támadása nem tette szükségessé. A német tengernagy a Prince of Wales üldözésével továbbra is kitette volna a hajóit veszélynek, és attól tartott, hogy a Royal Navy a csata térségében vonta össze az erőit.

### APrince of Waleselszakadása a németektől
A Prinz Eugen a Bismarck jobb oldalára került és 32,5 csomóra gyorsított, hogy visszaszerezze vezető helyét a formációban. A Sunderland épp a német hajók felett került ki a felhőkből és azonnal heves légelhárító tűzbe került. A Prince of Wales ekkor 18 500 m távolságra volt a Bismarcktól és 19 000 méterre a Prinz Eugentől. A Norfolk 21 500 m távolságban volt keletre, a Suffolk pedig 28 000 m távolságra északnyugatra a németektől. A Prinz Eugen légvédelme pár percig, 06:19-ig még folytatta a tüzelést, miközben a német hajók délnyugatnak hajóztak és a Bismarck visszasorolt a Prinz Eugen farvizébe. 06:14-kor ismét irányt váltottak és 270° irányra álltak egy újabb torpedóészlelés miatt, közben a Prince of Wales biztonságosnak tűnő 22 000 méteren túli távolságra került tőlük.
06:15-kor a Prinz Eugen egy újabb kitérő manővert hajtott végre 320° irányra állva (észlelni vélt) torpedók elkerülése érdekében és ezzel a Suffolk irányába közelített. A nehézcirkálót követő Bismarck ismét áthaladt az előtte keresztbe elhajózó Prinz Eugen farvizén, ahogy az rövid időre a bal oldalára került.
A Prince of Wales ekkor 24 000 méterre, a Norfolk 21 500 méterre voltak tőlük, míg a 28 000 méterre lévő Suffolkon 06:16-kor hirtelen észlelték, hogy a német nehézcirkáló nagy sebességgel közelít feléjük. 06:17-kor a Bismarck csökkentette a sebességét és megvárta, amíg a Prinz Eugen ismét eléje áll be, miután az egy 100°-os kanyarodással visszaállt a 220° irányra. 06:18-kor a Suffolk, immár csak 26 000 méterre a Prinz Eugentől felkészült az összecsapásra. A Bismarck 270° irányt tartva lelassított, hogy lehetővé tegye a Prinz Eugen számára az élre kerülést, miközben az a jobb oldaláról visszasorolt.
A Suffolk fedélzetén a radar adatainak téves leolvasása miatt a távolságot 19 400 yardban (17 800 m) állapították meg a Prinz Eugentől, miközben az még 29 540 yd (27 000 m) volt és emiatt tüzet nyitottak rá. Az első sortüze jócskán rövid volt, hasonlóan a 06:20-kor leadott második is. A Bismarck az ellenséges tüzet észlelve az első két lövegtornyát a Suffolk irányába fordította, míg a Prinz Eugen épp ekkor hagyott fel a Short Sunderland lövetésével és megkezdte a visszasorolást a csatahajó elé.
A Norfolk 23 000 méterrel keletre volt, míg a Prince of Wales a füstfüggönyből előtörve 32 800 yd (30 000 m) távolságból leadott egy sortüzet a Bismarck irányába, ami rövid lett.
Míg a két német hajó visszaállt a formációba, amihez a Bismarck lassított és 50°-kal balra kanyarodott (270°-ról 220°-ra állva), aközben a Suffolk 28 000 méterről újabb három sortüzet lőtt ki a Prinz Eugen irányába, melyek 10 000 méterre csapódtak tőle a vízbe. A Prince of Wales beszüntette a tüzét és visszavonult a ködfelhőbe, melyből épp csak kibújt leadni a sortüzét.
06:24-kor a Suffolk leadta a hatodik és egyben utolsó sortüzét, miután feltűnt a tüzéreknek, hogy helytelenül állapították meg a távolságot. Ugyanekkor a cirkáló azonosított egy repülőgépet, a Sunderland repülőcsónakot, amint az elrepült a német formáció felett. 06:25-re visszaállt az eredeti német menetformáció a Prinz Eugennel az élen, mögötte 2000 méterre lemaradva a Bismarck. A német hajók alapállásba helyezték az ágyúikat. A Norfolk továbbra is 23 500 méterre volt keletnek, a Prince of Wales 35 000 méterre délkeletnek, a Suffolk pedig 29 000 méterre északkeletnek.
06:29-kor a Suffolk a következő üzenetet küldte a brit admiralitásnak: „A német hajók 18 tengeri mérföldre vannak tőlem 240° irányban.” Közben leírt egy kört, hogy tartsa a távolságot és ellenőrizze a radar irányszög referenciáit és ezután folytatta a német hajók megfigyelését.
06:30-kor a Prince of Wales már 41 500 méterre volt délkeletre a németektől, akik 28 csomós sebességet tartva kihajóztak az Atlanti-óceánra.
A Dánia-szorosban vívott csata, melyet a britek halálos csapdának szántak a Bismarcknak, a németek győzelmével zárult. A világ egyik legnagyobb harcértékű hadihajójaként számon tartott Hood csatacirkáló megsemmisült. A modern Prince of Wales csatahajó sérülten visszavonult, míg a Bismarck is súlyos sérülésekkel került ki a csatából.
A Bismarck levadászására a briteknek ezután jóval nagyobb erőket kellett mozgósítaniuk és erre a célra irányították át lényegében az összes szóba jöhető egységüket az észak-atlanti térségben. A vadászat ezen intézkedések eredményeképpen három nappal később, május 27-én 400 tengeri mérföldre nyugatra Bresttől az elsüllyesztésével ért véget.

### Lütjens tengernagy megfontolásai
A Bismarck legénységén a Hood elsüllyesztésekor nagy eufória lett úrrá. A legénység azt várta, hogy ezután a Prince of Wales-t is elsüllyesztik, és Lindemann javasolta is Lütjens-nek, hogy tegyenek így. Még ha Tovey hajóraja előző nap ki is futott Scapa Flow-ból, akkor is több mint 300 tmf (550 km) távolságra lehetett a Bismarcktól és Lindemann szerint ez elegendő időt hagyott volna a Prince of Wales elsüllyesztéséhez, amihez becslése szerint 2-3 óra elég lett volna. Lütjens azonban visszautasította Lindemann kérését, hogy vegyék üldözőbe a brit csatahajót. Lindemann megismételte a kérést, ezúttal már jóval nyersebben. Lütjens azonban szilárdan tartotta magát Raeder parancsaihoz, miszerint kerülni kell a szükségtelen összecsapást a brit haditengerészeti egységekkel, főleg ha az további sérülésekkel járhat és emiatt a Bismarckot hamarabb beérhetik az elfogására küldött egységek. Emiatt futni hagyta a Prince of Wales-t és 270°-os haladási irány felvételére adott parancsot.
A két német parancsnok nézeteltérése az eltérő parancsnoki funkciójukat mutatta. A Bismarck parancsnokaként Lindemann elsősorban taktikusként tekintett a helyzetre. Ebből kifolyólag nem volt kétsége afelől, hogy a hajójának következő feladata a Prince of Wales elpusztítása, és ezt a véleményét addig és olyan hangsúllyal képviselte, amíg tehette. Lütjens ellenben flottaparancsnokként és a harccsoport vezetőjeként stratégiai szempontból tekintett a kialakult helyzetre. A parancsai pedig világosak voltak, az ellenséges konvojok támadása volt a fő feladata, nem pedig nagyobb ütközetek felvállalása, melyek korlátolt sikerekkel kecsegtettek és kimenetelük bizonytalan volt. Ugyanakkor Raeder azt is elvárta Lütjenstől, hogy bátran és ötletesen lépjen fel, vállalja fel a harcot, amennyiben az elkerülhetetlen és keményen vigye végig.
Valójában Lütjens parancsai nem vonatkoztak olyan látványos sikerekre, mint amit éppen elértek. A fő szempont az maradt, hogy tartson ki az utasítások mellett, azaz koncentráljon a kereskedelmi hajók elsüllyesztésére és amikor csak lehet, kerülje az ellenséges hadihajókkal való találkozást. Lütjens Németország elhagyása előtt azt közölte Conrad Patzig és Wilhelm Canaris tengernagyokkal, hogy ragaszkodni fog Raeder utasításainak a betartásához. Azaz nem akar a harmadik olyan flottaparancsnok lenni, akit Raeder utasításainak való ellentmondás miatt mentenek fel. Wilhelm Marschall tengernagyot, az egyik elődjét azért mentették fel, mert nem követte Raeder utasításait, annak ellenére, hogy Marschall elemzése szerint a parancsok kiadása óta a taktikai helyzet megváltozott és az ezutáni döntései a Glorious repülőgép-hordozó és két kísérő rombolójának elsüllyesztését eredményezték – ugyanakkor a Scharnhorst egy súlyos torpedótaláltat szenvedett el, amitől hónapokra kiesett a szolgálatból. Marschall sem volt kötelezve arra, hogy a döntéseit megvitassa az alárendelt tisztjeivel. Még ha tudta volna is, hogy a be nem járatott Prince of Wales-szel áll szemben és nem a King George V-tel, Lütjens vélhetőleg még akkor is kitartott volna a döntése mellett. A brit csatahajó üldözőbe vétele azt jelentette volna ugyanis, hogy továbbra is kiteszi a hajóit ellenséges ágyútűznek és a Norfolkról és a Suffolkról indítható torpedóknak. Ezzel kockáztatta volna a hajói és azok legénységeinek épségét egy olyan lehetőség kedvéért, melyet kifejezetten kerülendőnek írtak le a parancsai.

### Veszteségek

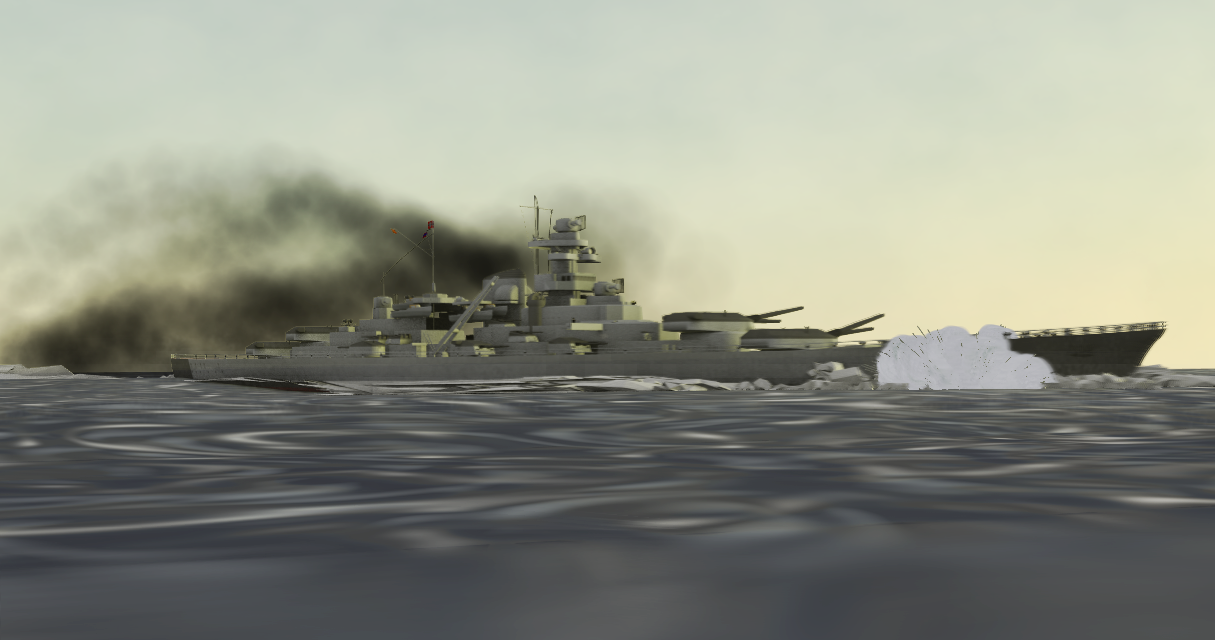
A Bismarck orrát ért 356 mm-es találatot szemléltető számítógépes grafika

A Bismarck három találatot szenvedett el, mindet a Prince of Wales-től, ezek közül egy volt víz alatti találat. Az első – fel nem robbanó – lövedék átütötte a hajó orrát. A második az egyik a parancsnoki csónakot találta el és tönkretette a hidroplánok katapultját a hajó közepén. (Ez utóbbi sérülést egészen addig nem vették észre, mígnem pár nap múlva a már manőverezhetetlenné vált hajóról megpróbálták legalább a hajónaplót kimenekíteni a repülőgéppel.) A harmadik a hajótestet érte a vízvonal és a páncélöv alatt és az általa ütött lyukon át a víz elöntötte az egyik generátortermet és megrongálta az egyik kazánteremtől elválasztó válaszfalat, részben azt is elárasztva. Ez a találat megrongált egy gőzvezetéket is és az ebből elszabaduló gőz forrázási sérüléseket okozott öt embernek. A hajóorrt ért találat elvágta az itteni üzemanyagtartályokhoz csatlakozó vezetéket, így 1000 t üzemanyaghoz nem lehetett már hozzáférni. A sérülés miatt a német csatahajó vastag olajcsíkot húzott maga után és a sebességét két csomóval mérsékelni kellett. A Bismarck hamarosan 9°-kal balra dőlt és 2 méterrel nagyobb lett a merülése az orrának.
A Prince of Walest hét robbanógránát találta el, négy 38 cm-es a Bismarcktól és három 20,3 cm-es a Prinz Eugentől. A találatok következtében tönkrement a tájoló, a mélységmérő berendezés, a radarhelyiség, a repülőgépemelő daru, a tartalék tűzvezető központ. Megrongálódott vagy megsemmisült az összes csónak és több kabin. Az épp indítás előtt álló Walrus hidroplán is megrongálódott és a tűzveszély miatt a tengerbe lökték. Az egyik 20,3 cm-es lövedék a lövegtornyok alatti lövedékkezelő helyiségbe hatolt be, de fel nem robbant.
Az egyik 38 cm-es és két 20,3 cm-es lövedék a víz alatt érte, az általuk ütött réseken 400 t víz került be a hajótestbe. A 38 cm-es lövedék a hajó közepén a páncélöv alatt érte a hátsó kazántermeknél, de nem robbant fel. Rosyth-ba való megérkezése után dokkba állítva fedezték fel a lövedéket.
A Prince of Wales legénységének 13 tagja esett el, 9 sebesült meg.

### Tüzérségi adatok
Az összecsapás során a Hood egyetlen találatot sem ért el és valószínűleg mindvégig a Prinz Eugent lőtte az eredeti szándékkal ellentétben.
A Prince of Wales a zászlóshajó téves célmeghatározását időben felismerve mindvégig a Bismarckot lőtte és három találatot ért el rajta, ebből az egyik víz alatti volt. A négyágyús tornyok lövegeivel a kezdettől fogva gondjai akadtak. A Hood elsüllyedése táján súlyos működési zavarok okoztak átmeneti problémákat a brit csatahajó fő fegyverzeténél, ami miatt a kilőtt lövedékek száma 26%-kal az elérhető mennyiség alatt maradt. A Prince of Wales lövegtornyainak problémái a Bismarckkal ekkor vívott harc során egy jelentés szerint a következők voltak:

„"A" torony: 1. számú ágyú meghibásodott az első sortűz után egy korábbról már ismert hibából fakadóan. 2. számú lövegnél és 4. számú lövegnél átmeneti jelleggel problémák léptek fel a biztonsági retesznél. Az "A" tornyot vízbetörés sújtotta, mely a torony/barbetta alsó részén hatolt be, de nem utal arra semmi, hogy a személyzetnek okozott kellemetlenségen kívül más problémát is okozott volna. A 18. sortűznél, mikor a Prince of Wales elkanyarodott, az "A" torony ágyúi közül három volt működésben.
"B" torony: nem jelentettek problémát. A 18. sortűznél, mikor a Prince of Wales elkanyarodott, a "B" torony mindkét ágyúja működőképes volt.
Az "Y" torony 2. számú lövegénél betöltési problémák léptek fel és ezért a 14. sortűztől nem vett részt a tüzelésben. A 3. számú lövegnek problémái akadtak a biztonsági reteszekkel, ami miatt kimaradt a 15. és 20. közötti sortüzekből. A 18. sortűznél, melyet a Prince of Wales elkanyarodásakor lőttek ki, az "Y" torony két lövege működött. Az "Y" lövegtorony lőszerfelvonójának gyűrűje a 20. sortűznél elakadt, amit az egyik szállított lövedék tálcából való kicsúszása okozott, és ami a hajó kanyarodása miatt következett be.
Összefoglalva, az "A" torony három ágyúja, a "B" torony két ágyúja és az "Y" torony két ágyúja volt használható a 18. sortűznél, mikor a Prince of Wales elkanyarodott, összesen hét ágyú.”

A legénység és a polgári szakemberek erőfeszítései ellenére a lőszerfelvonó kijavításával csak 08:25-re tudták mind a négy ágyút üzemképessé tenni, kettőt közülük viszont már 07:20-ra is. Emiatt átmenetileg csak öt 356 mm-es ágyúja maradt használható, de öt órán belül a 10-ből már 9-et használhatóvá tettek. Az utolsó sortüzek szaggatottak voltak és rövidre sikerültek.
A Bismarck és a Prinz Eugen sem lőtt mindig teljes sortüzeket. A Bismarck az elméleti 104 lövedék helyett csak 93-at lőtt ki, míg a Prinz Eugen az elméleti 184 helyett csak 157-et.
A Prince of Wales 3 találatát összesen 55 kilőtt lövedékkel érte el, amivel a találati aránya 5,45% volt. Az összecsapás során a Bismarck a 353 fenékgyújtós páncéltörő lövedékéből 93-at lőtt el, és az ezekkel elért legalább 6 találat (2 a Hoodon és 4 a Prince of Wales-en) 6,45%-os találati arányt jelent. A Prinz Eugen 157 lövedékkel elért legalább 4 találata (1 a csatacirkálón, 3 a csatahajón) 3,2%-os aránynak felel meg. A német hajók érhettek el ezen felül találatokat még a Hoodon a víz alatt.

## A csata után

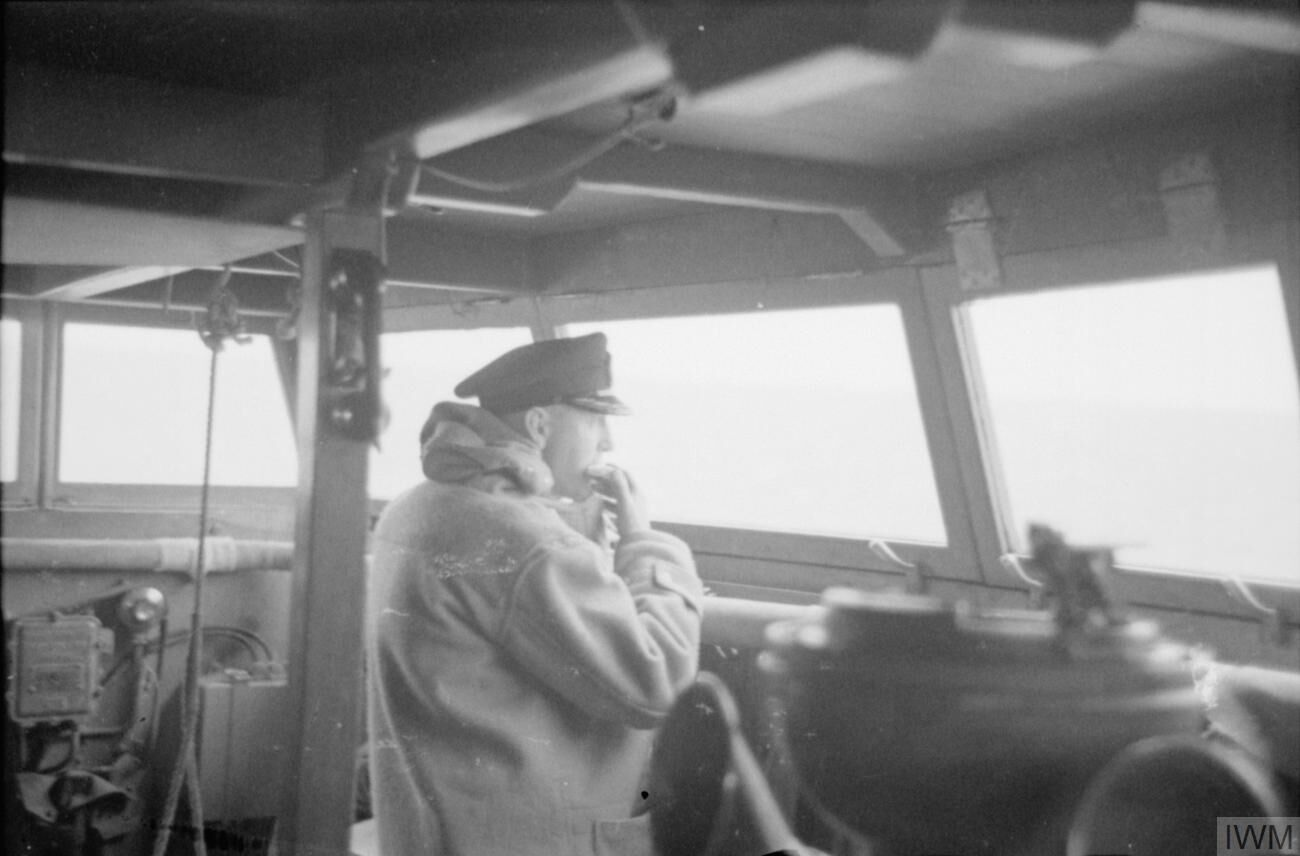
Robert Meyric Ellis kapitány, a Suffolk parancsnoka a hajóhídon maradva fogyasztja ebédjét a Bismarck követése közben

Holland tengernagy halálával a Prince of Wales a Norfolkon lévő Wake-Walker ellentengernagy irányítása alá került. Ezzel a parancsnoksággal járt az a felelősség, hogy a Bismarckot szemmel tartsák mindaddig, amíg összevonják az elpusztításához szükséges haderőt. Lehetősége volt arra, hogy ismét támadást intézzen ellene, avagy biztosíthatta azt, hogy más nehéz egységek rátaláljanak és harcra bírják. Wake-Walker az utóbbi lehetőség mellett döntött és folytatta a német hajók követését. Megítélése szerint újabb támadó hadművelet a Prince of Wales számára nagyobb károsodással járt volna, mint a Bismarck számára és emellett veszélybe sodorná a nehézcirkálóit is, ellenben tudomása volt arról, hogy Tovey közeledik a Home Fleet főerőivel. A Prince of Wales-t a Norfolk mögé rendelte azzal, hogy a legnagyobb sebességével kövesse, így a Norfolk és a Suffolk az oltalma alá húzódhatnának, amennyiben támadás éri őket. A Suffolk 07:57-kor azt jelentette, hogy a Bismarck csökkentette a sebességét és sérültnek tűnik.
A Bismarck hajóorrát ért találat után a csatahajó mind a hat, egyenként 26 főből álló kárelhárító csapata folyamatosan ennek a sérülésnek a kezelésén dolgozott. Mikor jelentés érkezett arról, hogy a jobb oldali hajócsavar szárnyvégei láthatóvá válnak a vízfelszín felett, Lindemann sorhajókapitány parancsot adott két részleg elárasztására hátul, hogy ezzel megfelelő helyzetbe trimmeljék a hajót. Ezután búvárokat küldött a hajóorrba, hogy az elülső üzemanyagtartályokban lévő 1000 t olajat előbb az elülső kazánok melletti tartályokba, majd egy rögtönzött, a felső fedélzeten át futó vezeték segítségével a hátsó tartályokba szivattyúzhassák át.
Egyik próbálkozás sem járt sikerrel. Lindemann ezután engedélyt kért a Bismarck lelassítására és előbb egyik, majd másik oldalára való megdöntésére, hogy mindkét oldalán belülről behegeszthessék a hajóorr sérülését. Lütjens érvelés nélkül ezt is megtagadta, azonban ahhoz hozzájárult, hogy a hajót 22 csomóra lelassítva próbálják meg vászonzsákokkal és ütközéselnyelőkkel eltömíteni a 2. számú kazánterem és a segédgépek kazántermének lyukait, hogy ezzel a vízbetörést megállítsák. Ez a próbálkozás sem járt sikerrel és a 2. számú kazántermet leállították. Ezzel a hajó elérhető maximális sebessége 28 csomóra mérséklődött.
A tengervíz betörése mellett a Bismarck fűtőolajat is veszített. Lütjens a Prinz Eugent a zászlóshajó mögé rendelte, hogy megállapíthassa, a maga után húzott olajcsík mennyire látható. Az olajszivárgás elég erős volt ahhoz, hogy a farvíz mindkét oldalát fedje, a szivárvány minden színét mutatta és érezhető volt az erős szaga, amik segíthették az ellenséget a pozíciójának meghatározásában.
Az elülső olajtartályainak sérülése és a Bergennél elszalasztott üzemanyag-vételezési lehetőség miatt a Bismarck nem egészen 3000 t üzemanyaggal rendelkezett már csak, ami nem volt elegendő ahhoz, hogy az atlanti konvojok ellen hatékonyan fellépjen. Már nem volt meg a meglepetés ereje, amit nélkülözhetetlennek tekintettek a hadművelet sikerességéhez, Wake-Walker hajói ellenben folyamatosan a német hajóraj nyomában voltak. Lütjens arra jutott, hogy meg kell szakítani a Bismarck küldetését és fel kell keresnie egy, a javítások elvégzéséhez megfelelő kikötőt. A kérdés az volt, hogy melyik dokkot keressék fel. A legközelebbi baráti dokkok Bergenben és Trondheimban voltak Norvégiában, valamivel több, mint 1000 mérföldre (1600 km). Ide Izlandtól északra vagy délre elhajózva lehetett eljutni, mely útvonalakat a riadóztatott ellenséges felderítő repülőgépek szemmel tartottak és újabb ellenséges nehéz hadihajók jelenlétére is volt esély köztük és Scapa Flow között. Lütjens tudta, hogy a hírszerzési információi megbízhatatlanok voltak. A Hoodról a hadművelet előtt az Északi Csoportfőnökség azt jelentette, hogy Észak-Afrika partjainál tartózkodik, arról pedig nem tettek jelentést, hogy egy King George V-osztályú csatahajó a közelben tartózkodik.
Lindemann tanácsát, hogy Bergenbe hajózzanak, Lütjens figyelmen kívül hagyta és a Bismarck számára a francia Saint-Nazaire kikötőjét jelölte meg úti célként. Habár a francia tengerpart 600 mérfölddel távolabb volt, mint Bergen, a Saint-Nazaire-be vezető úton hosszabbak voltak az éjszakák és nagyobb felületű volt a víz, amelyen lerázhatták az üldözőket, ezen kívül rávezethették őket a lesben álló tengeralattjárók vonalára. Franciaországba megérkezve a Bismarck brit konvojok útvonalának közelébe kerülne és a kijavítása után egyből felléphetne ellenük a Scharnhorst és a Gneisenau támogatásával. E két csatahajó Brestben állomásozott a Berlin hadművelet befejezése óta, javítások és karbantartási munkálatok miatt még nem voltak bevethető állapotban. Brest közelebb volt ugyan Saint-Nazaire-nél, de elérhető volt még a brit bombázók számára.
Lütjens a sértetlen Prinz Eugent a zászlóshajótól különválva a portyázás megkezdésére küldte és az délnek hajózva egy tankerről feltöltötte az üzemanyagkészleteit. A hamarosan fellépő hajtóműproblémái miatt azonban fel kellett hagynia a küldetéssel és anélkül, hogy ellenséges kereskedelmi hajókkal találkozott volna, Brestbe hajózott.

### Német reakciók
Lütjens döntésének hírét sokkolóan fogadták Berlinben, Wilhelmshavenben és Párizsban. Míg a Seekriegsleitung Berlinben elégedett volt Lütjens sikerével, ezt a sikerélményt erősen mérsékelték a Bismarck sérüléseiről érkező hírek és a döntés, hogy Franciaország felé tart. Erich Raeder főtengernagy nem volt tisztában azzal, hogy Lütjens egyből Saint-Nazaire felé tervezi venni az útját, vagy előbb az üldözői lerázásához az Atlanti-óceán felé veszi az irányt. Raeder egyeztetett a törzsfőnökével, Otto Schniewind tengernaggyal, aki telefonon felkereste Rolf Carls tengernagyot, az Északi Csoportfőnökség vezetőjét Wilhelmshavenben. Carls már megfogalmazott egy üzenetet, melyben Lütjenst visszarendelte Németországba, de még nem küldte el neki. Schniewind rámutatott, hogy Lütjens dél körül átlépte az Északi-Hebridák és Dél-Grönland közti vonalat, így már a Nyugati Csoportfőparancsnoksághoz tartozó területen van és a visszahívása már nem tartozik Carls hatáskörébe. Ezután Raeder a Nyugati Főparancsnokságot kereste fel telefonon, melynek parancsnoka, Alfred Saalwächter tengernagy arról tájékoztatta, hogy nincs terve Lütjens visszahívására és ő úgy érzi, ilyen döntést Raedernek Schniewinddel kellene meghoznia.
Raeder maga ellenezte a visszahívást és Schniewindnek azt mondta, szerinte nincs elég információjuk a helyzetről és aki azt a legjobban ismeri, az Lütjens tengernagy. Ezután felhívta Hitlert, aki Obersalzbergben tartózkodott a Bajor-Alpokban. Hitler a Hood elsüllyesztésének hírét sztoikusan fogadta és nem mutatott ki örömet vagy győzelemittas reakciót. Raeder jelentését hallva a vele lévőkhöz fordult és megosztotta velük saját gondolatait:
Amennyiben ezek a brit cirkálók fenntartják a kapcsolatot és Lütjens elsüllyesztette a Hoodot, csaknem megnyomorította a másikat, amelyik vadiúj és gondjai voltak az ágyúival a harc során, akkor miért nem süllyesztette el azt is: Miért nem próbált kikerülni onnan vagy miért nem fordult meg?
A Hood elsüllyesztésének hírét jóval nagyobb lelkesedéssel fogadta Dr. Joseph Goebbels propagandaminisztériuma. Aznap este a német rádiók adtak róla hírt a „Wir fahren gegen Engeland” és más harcias indulók kíséretében. A Hood elsüllyesztését a Luftwaffénak a brit haditengerészet feletti krétai győzelmével együtt euforikusan fogadta a német nyilvánosság.

### Brit reakciók
A brit közvéleményt sokkolta a legemblematikusabb hadihajójuk elvesztése és ennek gyorsasága a legénységének több mint 1400 tagjával.
Az admiralitás minden az Atlanti-óceánon rendelkezésre álló egységét a Bismarck elfogásához irányította át, ami végül a német csatahajó vesztéhez vezetett. A Bismarck május 27-ike reggelén merült a habok alá, miután a túlerőben lévő britekkel folytatott egyoldalú küzdelemben harcképtelenné vált és a saját legénysége elsüllyesztette.
Az események után felmerült Wake-Walker ellentengernagy és John Leach sorhajókapitány haditörvényszék elé állításának gondolata. A meglátás az volt, hogy hibát követtek el, mikor a Hood elsüllyesztése után nem folytatták a harcot. John Tovey tengernagy, a Home Fleet főparancsnoka megdöbbentőnek találta ezt a kritikát. Vitára került sor Tovey és felettese, Dudley Pound tengernagy között. Tovey meglátása szerint a két tiszt helyesen járt el, mivel biztosították a két német hadihajó szemmel tartását és nem veszélyeztették a hajóik épségét szükségtelenül. Továbbá a Prince of Wales nehéztüzérségénél ismétlődő jelleggel meghibásodtak egyes lövegek, és ezért sem folytathatta a Bismarck elleni küzdelmet. Tovey azzal fenyegetőzött, hogy lemond a tisztségéről és bármilyen hadbírósági eljáráson kész részt venni a „vádlott barátjaként” és a védelem tanújaként. Ez után nem esett több szó a hadbírósági tárgyalásról.

### Brit vizsgálatok aHoodelvesztésének okairól
A csata után a britek két vizsgálóbizottsága is vizsgálta a Hood elvesztésének okait. Az első már bő egy héttel az események után, június 2-án kiadta a jelentését. Miután ezt a jelentést olyan kritikák érték, hogy nem vett figyelembe minden rendelkezésre álló bizonyítékot, egy második vizsgálatot is elrendeltek, mely már jóval átfogóbban vizsgálta a csatacirkáló elvesztésének körülményeit és vizsgálta más nagy szolgálatban lévő brit hadihajók sérülékenységét a detonáció lehetséges okainak tekintetében.
Ez a szeptember 12-re elkészített jelentés 89 szemtanú, közte a csatacirkáló túlélői közül kettőnek a kihallgatásával készült el. Az első vizsgálathoz hasonlóan arra jutott, hogy a Hood vesztét egy a lőszerraktárt ért 38 cm-es lövedék okozta. Ez a megállapítás néhány régebbi hadihajó esetében a lőszerraktárak védelmének megerősítését és néhány ehhez kapcsolódó fejlesztést vont magával. Ez utóbbi, szeptember 12-én benyújtott vizsgálat – hasonlóan az elsőhöz – arra a megállapításra jutott, hogy a csatacirkáló pusztulását a Bismarck egyik 38 cm-es lövedéke okozta, mely közvetlenül a 102 mm-es lőszerraktárt eltalálva, vagy mellette becsapódva idézte elő az itt tárolt lőszer felrobbanását. Az itteni robbanás terjedhetett tovább a 381 mm-es lövedékek raktárára a lőszerfelvonókon keresztül és okozhatta a végzetes nagy robbanást. Ez a megállapítás néhány régebbi hadihajó esetében a lőszerraktárak védelmének megerősítését és néhány ehhez kapcsolódó fejlesztést vont magával.
A 2001-ben megtalált hajóroncs vizsgálatai alapján a 102 mm-es lövedékek főárbóc közelében lévő raktárában bekövetkezett robbanás okozta az ott észlelt, függőlegesen magasba felcsapó lángokat és ez okozhatta a 381 mm-es lövedékek hátsó lőszerraktárában a robbanást, ami szétvetette a hajótestet (hasonlóan az 1941-es jelentésekhez). A vizsgálódás ezen túl arra jutott, hogy a robbanás lángnyelvei a jobb oldali üzemanyagtartályokon áthatolva lángra lobbanthatták az itt tárolt olajt. A mélytengeri felvételek tanúsága szerint a Hood orr-része teljesen megsemmisült. Az oldalának egy nagy része teljesen hiányzik, az 'A' lövegtorony barbettájától egészen az előfedélzetig. A középső részén a páncéllemezek kifelé vannak meggörbülve. Az elülső felépítmény fő darabjait, közte a 600 t súlyú parancsnoki tornyot 1100 m távolságban találták meg a hajótest fő darabjától, amelyről leszakadt. Ez a megfigyelés vitákat gerjesztett arról, hogy vajon az elülső löszerraktárak is felrobbanhattak-e a hátsó lőszerraktárak felrobbanásakor keletkező erőhatások, lángok és légnyomás következtében. Tengerészeti helyszínelők egy csoportjának megállapítása szerint a hajótest elejét ért károsodást a hajó gyors süllyedése miatti implózió okozta és nem az itteni lőszerraktárak felrobbanása.

### Hasonlóságok a skagerraki csatával
Több párhuzam figyelhető meg a Dánia-szorosban vívott csatában Holland altengernagy cselekedetei és David Beatty tengernagynak a skagerraki csata kezdetén hozott intézkedései között. A cselekedeteiből ítélve Holland úgy érezte, azonnal harcra kell bírnia a Bismarckot, nem pedig Wake-Walkert támogatnia a német hajók követésében várva a Force H beérkezését. Hasonlóan Beatty is úgy érezte, harcba kell bocsátkoznia Franz Hipper tengernagy csatacirkálóival a saját erőivel ahelyett, hogy a németeket a John Jellicoe tengernagy vezette Grand Fleet főerői elé vonja.
Holland Beattyhez hasonlóan fölényben volt a kapitális hadihajók számának tekintetében, de a harcban a hatékonyságuk alacsonyabbnak bizonyult a német egységekkel szemben. Ezen felül Holland erőinek felállítása is hasonlított Beattyéhez. Mindketten akkor intéztek támadást a németek ellen, mikor azok még jóval előttük helyezkedtek. Emiatt Beatty középső és hátsó lövegtornyai még nem tudtak mind tüzet nyitni. Holland hajói csaknem egészen addig nem tudták használni a hátsó lövegtornyaikat, míg végrehajtották az utolsó kanyarodó manőverüket röviddel a Hood elsüllyesztése előtt.
Beatty a könnyebben páncélozott csatacirkálóit helyezte a csatasor élére, hátrébb hagyva a jóval erősebb Queen Elizabeth-osztályú csatahajókat. Hasonlóan Holland is a régebbi építésű és sebezhetőbb Hoodot helyezte a – jóllehet új és még nem bejáratott – Prince of Wales elé. Mindkét tengernagy szigorú taktikai irányítást gyakorolt az egységei felett a zászlóshajójáról. Leach sorhajókapitányt ez megakadályozta abban, hogy a Prince of Wales-szel önállóan manőverezzen és esetlegesen más megközelítési útvonalat használjon, ami megzavarhatta volna a németeket.

## Fordítás
- Ez a szócikk részben vagy egészben  a   Battle in the Denmark Strait című angol Wikipédia-szócikk ezen változatának fordításán alapul.  Az eredeti cikk szerkesztőit annak laptörténete sorolja fel. Ez a jelzés csupán a megfogalmazás eredetét és a szerzői jogokat jelzi, nem szolgál a cikkben szereplő információk forrásmegjelöléseként.

## További információ
- Dr. Paul Cadogan: The Sinking of H.M.S. Hood – An examination of the timing of her fatal hit. hmshood.com, 2014. (Hozzáférés: 2021. december 24.) (téves azonosításokon alapuló fals téziseket felállító tanulmány)